# Irène de Grèce (1904-1974)
Vous lisez un « bon article » labellisé en 2019.
Pour les articles homonymes, voir Irène de Grèce.
Titre
Reine titulaire de Croatie
18 mai 1941 – 14 septembre 1943
(2 ans, 3 mois et 27 jours)
Signature
Irène de Grèce (en grec moderne : Ειρήνη της Ελλάδας, en italien : Irene di Grecia et en croate : Irena od Grčke), princesse de Grèce et de Danemark puis, par son mariage, duchesse de Spolète, duchesse d'Aoste et reine titulaire de l'« État indépendant de Croatie », est née le 13 février 1904 à Athènes, en Grèce, et morte le 15 avril 1974, à Fiesole, en Italie. Épouse du prince Aymon de Savoie-Aoste, c'est un membre des familles royales grecque et italienne qui a été reine nominale de l'« État indépendant de Croatie » durant la Seconde Guerre mondiale.
Cinquième des six enfants du roi Constantin Ier et de la reine Sophie de Prusse, la princesse Irène est confrontée très jeune aux bouleversements politiques que connaît la Grèce au début du XXe siècle. Frappée par un court exil après le « coup de Goudi » de 1909, la jeune fille est à nouveau chassée de son pays après le renversement de son père par les Alliés en 1917. Revenue à Athènes à la suite du rappel du monarque au pouvoir en 1920, elle retrouve le chemin de l'exil deux ans plus tard et est bientôt privée de sa nationalité grecque. Installée en Italie avec ses parents et sa benjamine Catherine, elle trouve refuge auprès de sa sœur aînée Hélène après les décès successifs de son père (1923) et de sa mère (1932).
Fixée en Toscane, à la villa Sparta de Fiesole, Irène reste longtemps célibataire. Différents projets matrimoniaux visant à l'unir aux princes Nicolas de Roumanie (1923), Christian de Schaumbourg-Lippe (1927) et George de Kent (v. 1930) échouent en effet tour à tour. Privée de toute obligation officielle, la jeune femme profite de sa relative liberté pour devenir infirmière et se consacrer aux œuvres sociales. La restauration de la monarchie en Grèce en 1935 transforme cependant son quotidien. Son frère, le roi Georges II, étant divorcé, Irène est appelée à ses côtés pour jouer le rôle de première dame du royaume. Elle prend alors la tête des Éclaireuses grecques et effectue de menues missions pour le souverain.
Déjà âgée de 35 ans, Irène épouse, en 1939, le prince Aymon de Savoie-Aoste, cousin du roi Victor-Emmanuel III d'Italie, et se convertit, pour cela, au catholicisme. Désormais duchesse de Spolète, elle revient vivre en Toscane, où réside toujours sa sœur aînée. Quelques mois après son mariage, la Seconde Guerre mondiale éclate et Rome déclare la guerre à la Grèce, plaçant Irène dans une situation difficile. Son époux servant dans la marine, la princesse s'engage comme infirmière auprès des troupes italiennes, ce qui l'amène jusque sur le front russe (1942). Dans le même temps, le prince Aymon est appelé par Benito Mussolini et Ante Pavelic à la tête de l'« État indépendant de Croatie », faisant ainsi d'Irène la souveraine nominale d'un pays dans lequel ni elle ni son époux ne mettent jamais les pieds (1941-1943).
Le renversement du Duce et le retournement de l'Italie au profit des Alliés bouleversent une nouvelle fois la vie de la princesse. Faite prisonnière par les Allemands alors qu'elle est enceinte et séparée de son époux, Irène donne le jour à un fils prénommé Amédée (1943) avant d'être envoyée en Autriche avec sa belle-sœur et leurs enfants (1944). Retenue à Hirschegg, elle revient en Italie diminuée mais indemne (1945). Alors qu'elle vient tout juste de retrouver son mari, la proclamation de la République italienne oblige une nouvelle fois la princesse et ses proches à gagner l'étranger (1946). Après quelques vicissitudes, Irène et son fils s'installent en Suisse tandis qu'Aymon gagne l'Argentine, où il espère fonder une colonie agricole. Cependant, le prince meurt d'une crise cardiaque quelques mois après son arrivée et Irène se retrouve dans l'impossibilité d'assister à ses funérailles.
Après la mort de son époux, Irène et son fils sont autorisés à rentrer en Italie (1948). Après une période de gêne, durant laquelle elle bénéficie du soutien de sa sœur Hélène, la princesse parvient à récupérer les biens personnels des Savoie-Aoste et sa situation financière s'améliore considérablement. Toujours aussi proche de sa famille, Irène effectue de nombreuses visites en Grèce et au Royaume-Uni, où elle envoie son fils effectuer une partie de ses études. Devenue membre du Tiers Ordre dominicain, elle poursuit ses œuvres sociales et participe activement au secours des victimes des inondations qui touchent Florence en 1966. Après le mariage d'Amédée avec la princesse Claude d'Orléans en 1964, Irène devient grand-mère.
Atteinte d'un cancer de la gorge, la princesse connaît des soucis familiaux sur ses vieux jours. Elle est également affectée par la dégradation du climat politique en Grèce, où la Troisième République est proclamée le 1er juin 1973. Elle meurt quelques mois plus tard, le 15 avril 1974.

## Famille
La princesse Irène est la fille du roi Constantin Ier de Grèce (1868-1923) et de son épouse la princesse Sophie de Prusse (1870-1932). Par son père, c'est une descendante du roi Christian IX de Danemark (1818-1906), surnommé le « beau-père de l'Europe », tandis que par sa mère, c'est une arrière-petite-fille de la reine Victoria du Royaume-Uni (1819-1901), surnommée la « grand-mère de l'Europe ».
Le 1er juillet 1939, Irène épouse, à Florence, en Italie, le prince Aymon de Savoie (1900-1948), duc de Spolète et futur duc d'Aoste et roi titulaire de la Croatie des Oustachis sous le nom de « Tomislav II » (1941-1943). Membre de la branche d'Aoste de la maison de Savoie, le prince descend en ligne directe du roi Victor-Emmanuel II d'Italie (1820-1878) et de son fils le roi Amédée Ier d'Espagne (1845-1890). 
Du mariage d'Irène et d'Aymon naît un seul enfant :
- Amédée de Savoie (1943-2021), duc d'Aoste et prétendant au trône d'Italie sous le nom d'« Amédée Ier », qui épouse, en 1964, la princesse française Claude d'Orléans (1943). Divorcé en 1982, le prince se remarie à l'aristocrate napolitaine Silvia Paternò di Spedalotto (1953).

## Biographie

### Premières années (1904-1917)

#### Une enfance grecque
Deuxième fille et cinquième enfant du diadoque Constantin de Grèce et de la princesse Sophie de Prusse, Irène voit le jour le 13 février 1904 (26 février dans le calendrier grégorien), à Athènes. Surnommée « Tittum » ou « Tim » par sa famille, elle se montre particulièrement proche de sa sœur Hélène et de son frère Paul.
Irène passe la majeure partie de son enfance dans la capitale grecque. Chaque été, la petite fille et sa famille quittent cependant le royaume hellène pour voyager en Méditerranée à bord du yacht royal Amphitrite ou pour rendre visite à la famille de Sophie, en Allemagne,. Jusqu'à la Première Guerre mondiale, Irène suit, par ailleurs, des cours d'été à Eastbourne, au Royaume-Uni,,,. La princesse grandit en effet dans un environnement anglophile et c'est la langue de Shakespeare qu'elle utilise au quotidien avec ses parents,,.

#### Du «coup de Goudi» aux guerres balkaniques

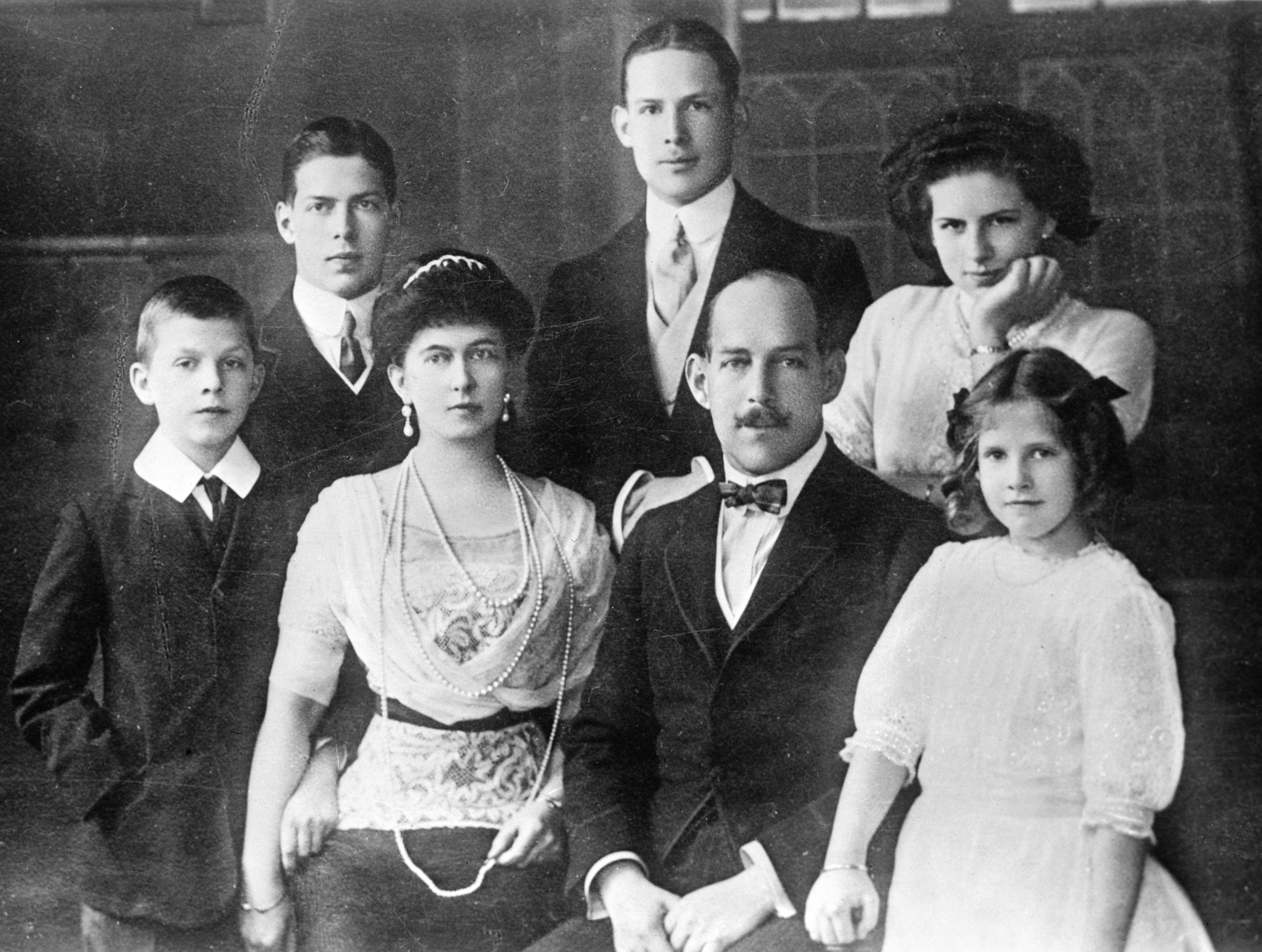
La famille royale hellène vers 1914. Au centre, on peut voir la reine Sophie et le roi Constantin Ier de Grèce avec, autour d'eux, de gauche à droite, les futurs rois Paul Ier, Alexandre Ier et Georges II de Grèce ainsi que les futures reines Hélène de Roumanie et Irène de Croatie.

Le 15 août 1909 (28 août dans le calendrier grégorien), un groupe d’officiers grecs, réunis dans la « Ligue militaire  », organise un coup d’État contre le gouvernement du roi Georges Ier, grand-père d'Irène. Bien que se déclarant monarchistes, les membres de la Ligue, dirigée par Nikólaos Zorbás, demandent au souverain de démettre ses fils de l’armée. Officiellement, il s'agit de protéger les princes des jalousies que pourraient faire naître leurs amitiés avec certains militaires. Néanmoins, la réalité est bien différente : les officiers blâment en effet le diadoque Constantin pour la défaite de la Grèce face à l'Empire ottoman lors de la guerre de Trente jours (1897).
Dans le pays, la situation est si tendue que les fils de Georges Ier sont obligés de démissionner de leurs postes afin d’épargner à leur père la honte de devoir les renvoyer. Le diadoque est par ailleurs poussé à quitter la Grèce avec son épouse et leurs enfants. Pendant plusieurs mois, la famille s'installe donc à Kronberg, en Allemagne. La situation politique finit malgré tout par s'apaiser et Constantin et les siens sont bientôt rappelés dans leur patrie. En 1911, le diadoque est même restauré dans ses fonctions militaires par le Premier ministre Elefthérios Venizélos. 
Un an plus tard, éclate la Première Guerre balkanique, qui permet à la Grèce d'annexer de vastes territoires en Macédoine, en Épire, en Crète et en Égée. C'est également à la fin de ce conflit que meurt le roi Georges Ier, assassiné à Thessalonique le 5 mars 1913 (18 mars dans le calendrier grégorien), et que Constantin Ier lui succède sur le trône hellène. Finalement, une deuxième guerre balkanique éclate en juin 1913. Cette fois encore, la Grèce sort victorieuse du conflit, ce qui lui permet d'étendre considérablement son territoire. Celui-ci s'agrandit en effet de 68 % au traité de Bucarest par rapport à la veille des guerres balkaniques en 1912.

#### La Première Guerre mondiale

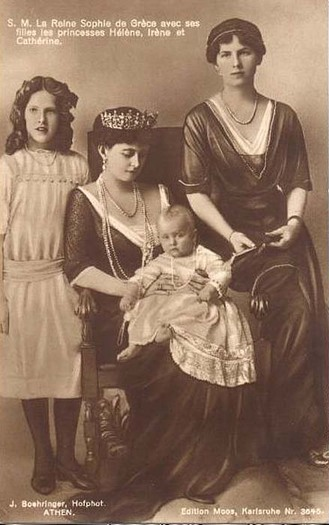
La reine Sophie entourée de ses filles Irène (à gauche), Catherine (sur ses genoux) et Hélène (à droite) peu avant la Première Guerre mondiale.

Lorsque éclate la Première Guerre mondiale, en juillet 1914, Irène séjourne à Eastbourne, au Royaume-Uni, avec sa mère et son frère Paul. Face à la gravité des événements qui secouent l'Europe, la famille prend la décision de rentrer rapidement en Grèce,.
Les années du conflit sont un moment particulièrement douloureux dans la vie d'Irène. La reine Sophie étant la sœur du Kaiser allemand, Constantin Ier est accusé par la France et ses alliés de mener une politique germanophile,. En 1915, le Premier ministre grec Elefthérios Venizélos, ouvertement favorable à l’Entente, autorise celle-ci à occuper la région de Thessalonique pour apporter son aide à la Serbie,. Destitué par le souverain pour cette action, l'homme politique reçoit l'appui de l'Entente, qui l'autorise bientôt à former son propre gouvernement à Thessalonique,. Le royaume hellène connaît alors le « Schisme national » (1916-1917), c'est-à-dire une guerre civile larvée opposant vénizélistes et monarchistes.
Dans ce contexte difficile, la vie des membres de la famille royale est plusieurs fois menacée. Ainsi, le 14 juillet 1916, un incendie criminel, probablement orchestré par des agents de la France, éclate dans le domaine de Tatoï alors qu'Irène s'y trouve avec ses parents et sa fratrie. L’événement, qui détruit une bonne partie du palais, cause la mort de seize — ou dix-huit, selon les sources — personnes au service de Constantin Ier et manque de brûler vifs le souverain et ses proches,. Quelques mois plus tard, le 1er décembre 1916, la vie de la famille royale est une nouvelle fois mise en danger. À la suite d’une échauffourée entre des réservistes grecs et des troupes franco-britanniques venues chercher des armes promises par le roi à l’Entente, la flotte alliée bombarde Athènes et le palais royal. Aucun membre de la dynastie n’est blessé mais la reine Sophie et ses enfants sont obligés de se cacher dans les caves du palais durant deux heures afin de se protéger des explosions.
Finalement, le 10 juin 1917, le Haut-Commissaire de l'Entente Charles Jonnart ordonne au père d'Irène de quitter le pouvoir. Sous la menace d'un débarquement allié au Pirée, le souverain accepte de partir en exil, sans toutefois abdiquer officiellement. L'Entente ne souhaitant pas instaurer la république en Grèce, l’un des membres de sa famille doit lui succéder. Le diadoque Georges est jugé tout aussi germanophile que son père parce qu'il a lui aussi été formé en Allemagne. Il est par ailleurs considéré comme peu malléable, alors que c'est un souverain fantoche que les ennemis de Constantin veulent mettre sur le trône. C’est donc finalement le frère cadet du diadoque, Alexandre, que Venizélos et l’Entente choisissent comme nouveau monarque,.

### Entre exils et retours au pays (1917-1939)

#### De la Grèce à la Suisse
Le 11 juin 1917, Irène et sa famille fuient, en secret, le palais royal d’Athènes, encerclé par une foule loyaliste qui refuse de voir son souverain légitime l'abandonner,. Quelque temps plus tard, le petit groupe se rend à Oropos, où il embarque à bord d'un vieux yacht grec, le Sphakteria, afin d'éviter au souverain déchu la honte de quitter la Grèce sous pavillon français,. C’est la dernière fois qu'Irène voit son frère Alexandre. De fait, dès leur retour au pouvoir, les vénizélistes interdisent tout contact entre le nouveau monarque et le reste de la dynastie.

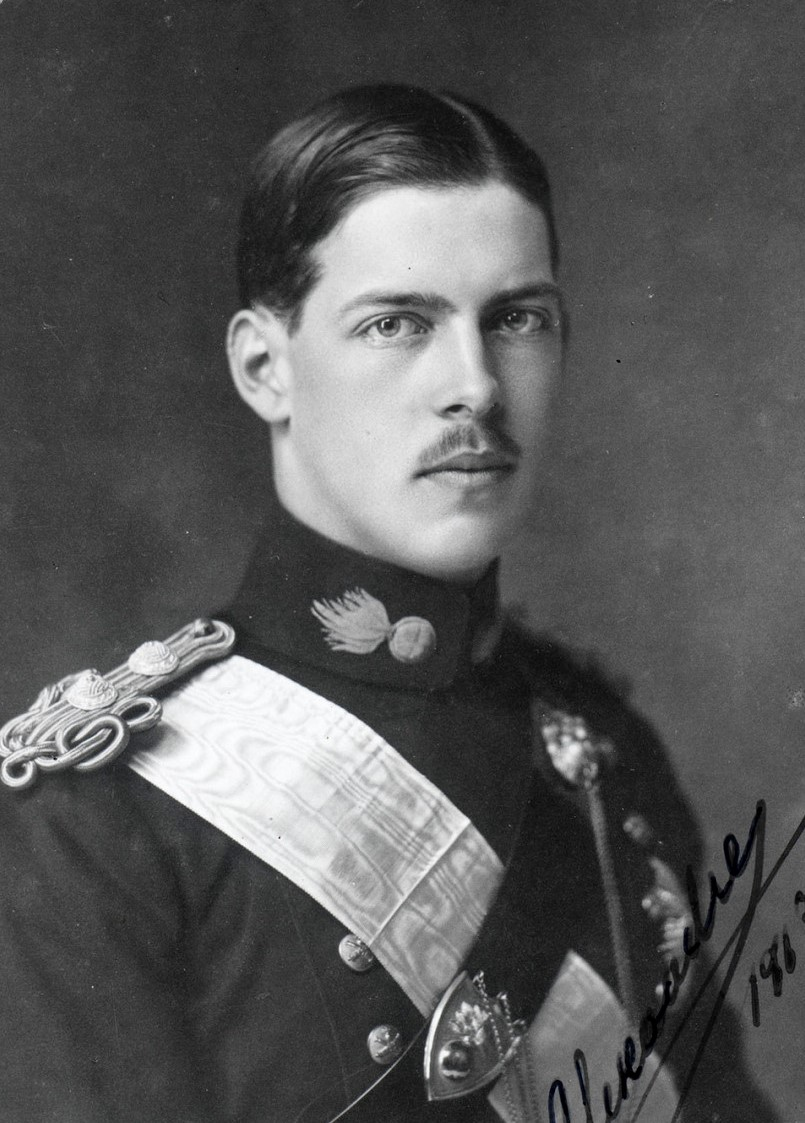
Le roi Alexandre Ier, vers 1917.

Pendant les trois jours de traversée qui mènent la famille royale jusqu'en Italie, Irène pleure sans discontinuer dans la cabine qu'elle partage avec sa mère et ses sœurs. Une fois débarqués à Tarente, les exilés voyagent en train jusqu'en Suisse dans une voiture spéciale mise à leur disposition par le roi Victor-Emmanuel III. La frontière traversée, Irène et sa famille passent une semaine à Lugano avant de partir s'installer en Suisse alémanique, entre Saint-Moritz, Zurich et Lucerne,. La situation financière des exilés n’est pas des plus brillantes et Constantin, hanté par un profond sentiment d’échec, voit sa santé se dégrader. En 1918, il contracte la grippe espagnole, qui manque de l'emporter. Très préoccupées par le sort de leur père, Irène et ses sœurs Hélène et Catherine passent de longs moments en sa compagnie afin de lui faire oublier ses soucis.
En 1920, les exilés reçoivent la visite de la reine Marie de Roumanie et de ses filles. Sans réel avenir depuis son exclusion du trône, le diadoque Georges profite de l'occasion pour demander la main de la princesse Élisabeth, qui accepte sans grande joie,. Ravie de cette union, la reine Marie invite alors son futur gendre et ses sœurs Hélène et Irène à se rendre à Bucarest afin d'y annoncer publiquement les fiançailles. Poussées par leur père, les deux jeunes filles acceptent et le départ est fixé au 2 octobre,. En Roumanie, Georges, Hélène et Irène sont reçus avec faste par la famille royale. Logés au château de Pelisor, ils sont au centre de fêtes grandioses mais leur séjour est de courte durée. Le 24 octobre, un télégramme annonce en effet le décès, à Zurich, de la duchesse douairière de Saxe-Cobourg-Gotha, mère de la reine de Roumanie. Le lendemain, un autre message informe les princes grecs qu'Alexandre Ier vient subitement de mourir, à Athènes, des suites d'une morsure de singe,,,. Dans ces circonstances, les trois princes grecs et la reine de Roumanie retournent en urgence en Suisse. Ému par la situation et sans doute poussé par sa mère, le prince héritier Carol se joint au voyage. Durant le trajet, il se rapproche d'Hélène et les deux jeunes gens ne tardent pas à se fiancer,,,.
En Grèce, la disparition d'Alexandre Ier débouche sur une crise politique qui profite aux partisans de Constantin Ier. Les vénizélistes ayant échoué à convaincre le prince Paul de succéder à son frère, le trône est déclaré vacant,. Dans ces circonstances, Elefthérios Venizélos perd les élections législatives de novembre 1920 et le nouveau cabinet organise, dans la foulée, un référendum en faveur de la restauration du souverain,.

#### Entre Grèce et Roumanie

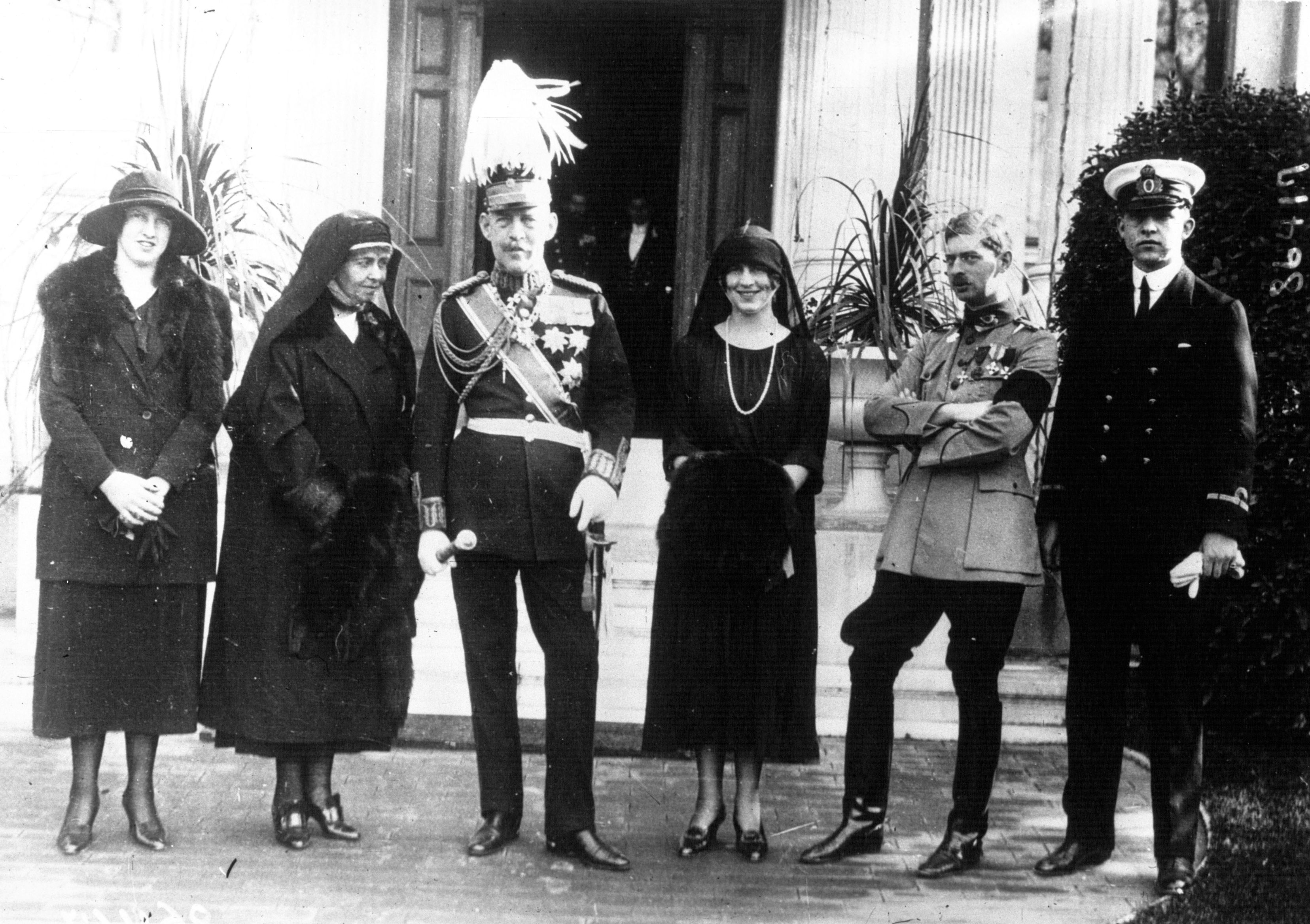
La princesse Irène, la reine Sophie, le roi Constantin Ier, la princesse Hélène, le prince Carol et le diadoque Georges (1921).

Constantin Ier et les siens retrouvent la Grèce le 19 décembre 1920. La restauration du souverain s’accompagne d’importantes manifestations de liesse populaire et Irène et ses proches sont longuement acclamés à leur retour au palais,. Quelques semaines plus tard, les doubles noces unissant les familles royales de Grèce et de Roumanie sont célébrées. Le 27 février 1921, le diadoque Georges épouse ainsi, à Bucarest, la princesse Élisabeth de Roumanie tandis que le frère de celle-ci, le prince royal Carol s'unit, à Athènes, à la princesse Hélène de Grèce, le 10 mars,,.
Malgré tout, le retour de la famille royale dans son pays ne ramène pas la stabilité attendue par la population. Bien plus encore, il empêche la nation de recevoir l’appui des grandes puissances dans la guerre qui l’oppose à la Turquie de Mustafa Kemal depuis 1919. De fait, les anciens alliés de la Première Guerre mondiale n’ont pas pardonné à Constantin Ier son attitude durant le conflit et ils ne sont pas prêts à lui apporter leur soutien,. Dans ces circonstances difficiles, et alors que plusieurs des membres de la dynastie reprennent leurs fonctions dans l'armée hellène, Irène s'engage auprès des blessés qui affluent d'Asie mineure. 
En avril 1922, la princesse retourne cependant en Roumanie pour tenir compagnie à sa sœur Hélène, mère d'un petit garçon depuis peu,. Quelques mois plus tard, en septembre, un coup d'État militaire oblige le roi Constantin Ier, rendu responsable de la déconfiture de l'armée face à la Turquie, à abdiquer au profit de son fils aîné, qui prend alors le nom de Georges II. Pour la seconde fois, Constantin Ier et son épouse Sophie prennent donc le chemin de l’exil avec leurs filles Irène et Catherine, le 30 octobre 1922,.

#### Entre Roumanie et Italie
Arrivés en Sicile, les exilés royaux s’installent à la villa Igiea de Palerme. Accueillis avec respect par la famille royale italienne, ils ne tardent pas à recevoir la visite du duc de Spolète et de sa mère, la duchesse d'Aoste. Ils retrouvent par ailleurs la princesse Hélène, qui quitte la Roumanie pour venir prêter réconfort à ses parents,. En dépit de ces marques d'affection, Constantin Ier se laisse aller à la dépression. Hanté par un profond sentiment d'échec, l'ancien roi des Hellènes meurt le 11 janvier 1923,. Le gouvernement grec s'opposant au retour de sa dépouille à Athènes, il est inhumé dans l'église orthodoxe de Palerme,. 

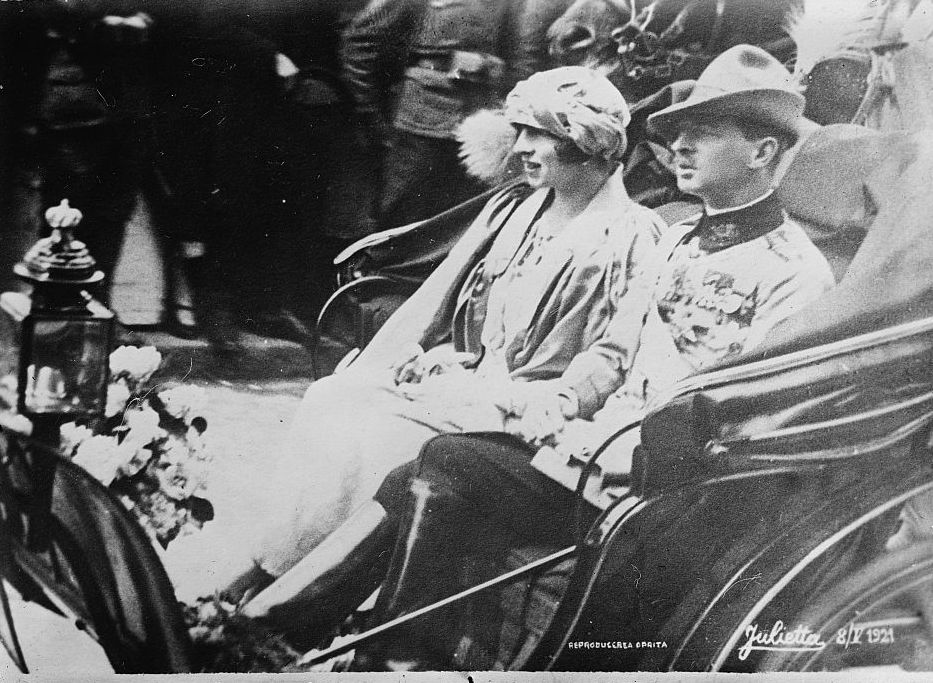
La princesse Hélène et le prince Carol de Roumanie en 1921.

Après ces événements douloureux, le prince Carol de Roumanie invite sa belle-famille à venir séjourner auprès de lui à Bucarest. Désormais âgée de dix-neuf ans, Irène est alors une jeune femme grande, svelte et élégante, quoique pas très belle. En Roumanie, son entourage envisage de la marier au prince Nicolas, deuxième fils du roi Ferdinand Ier et de la reine Marie,. Cependant, la nouvelle reine des Hellènes désapprouvant l'influence qu'exerce sa belle-famille sur son pays natal, le projet est finalement abandonné avant d'avoir été rendu public. 
Quelques mois après ces événements, Georges II et son épouse sont, à leur tour, poussés à l'exil par les révolutionnaires grecs et la république est finalement proclamée à Athènes le 25 mars 1924. Dans le même temps, les membres de la famille royale sont déchus de leur nationalité grecque,. Dans ces circonstances, Sophie de Prusse choisit de revenir vivre en Italie avec Irène et Catherine. Les trois femmes établissent alors leur résidence à Fiesole, en Toscane, où elles louent une vaste demeure connue sous le nom de villa Bobolina,,. Dans les mêmes moments, d'autres membres de la famille royale (la reine Olga, le prince Christophe, la princesse Marie et la princesse Aspasia) font également le choix de s'installer en Italie,.
Célibataire et sans fonction officielle, Irène décide de devenir infirmière et suit, durant trois ans, une formation en ce sens. Une fois diplômée, la princesse s'emploie comme bénévole à Florence. En 1927, toutefois, un nouveau projet matrimonial est échafaudé autour de la jeune femme. Fiancée officiellement au prince Christian de Schaumbourg-Lippe, neveu du roi Christian X de Danemark, elle renonce finalement au mariage sans que l'on en connaisse vraiment les raisons,. Par la suite, la princesse Victoria du Royaume-Uni envisage d'unir Irène à son petit-neveu, le duc de Kent, sans davantage de succès. Ces mésaventures sentimentales n'empêchent pas la princesse grecque de jouer elle-même les marieuses. Avec ses sœurs Hélène et Catherine, elle contribue ainsi à l'idylle qui se noue entre la princesse Frederika de Hanovre et leur plus jeune frère, le diadoque Paul, à partir de 1935. 
Le 13 janvier 1932, la reine Sophie meurt des suites d'un cancer et sa dépouille est placée au côté de celle de son époux,. Profondément bouleversée par la disparition de sa mère, Irène se retrouve alors sans protection. Le rachat, par la princesse Hélène, de la villa Bobolina, permet toutefois à la jeune femme et à sa sœur Catherine de rester vivre quelques années de plus en Toscane,,.

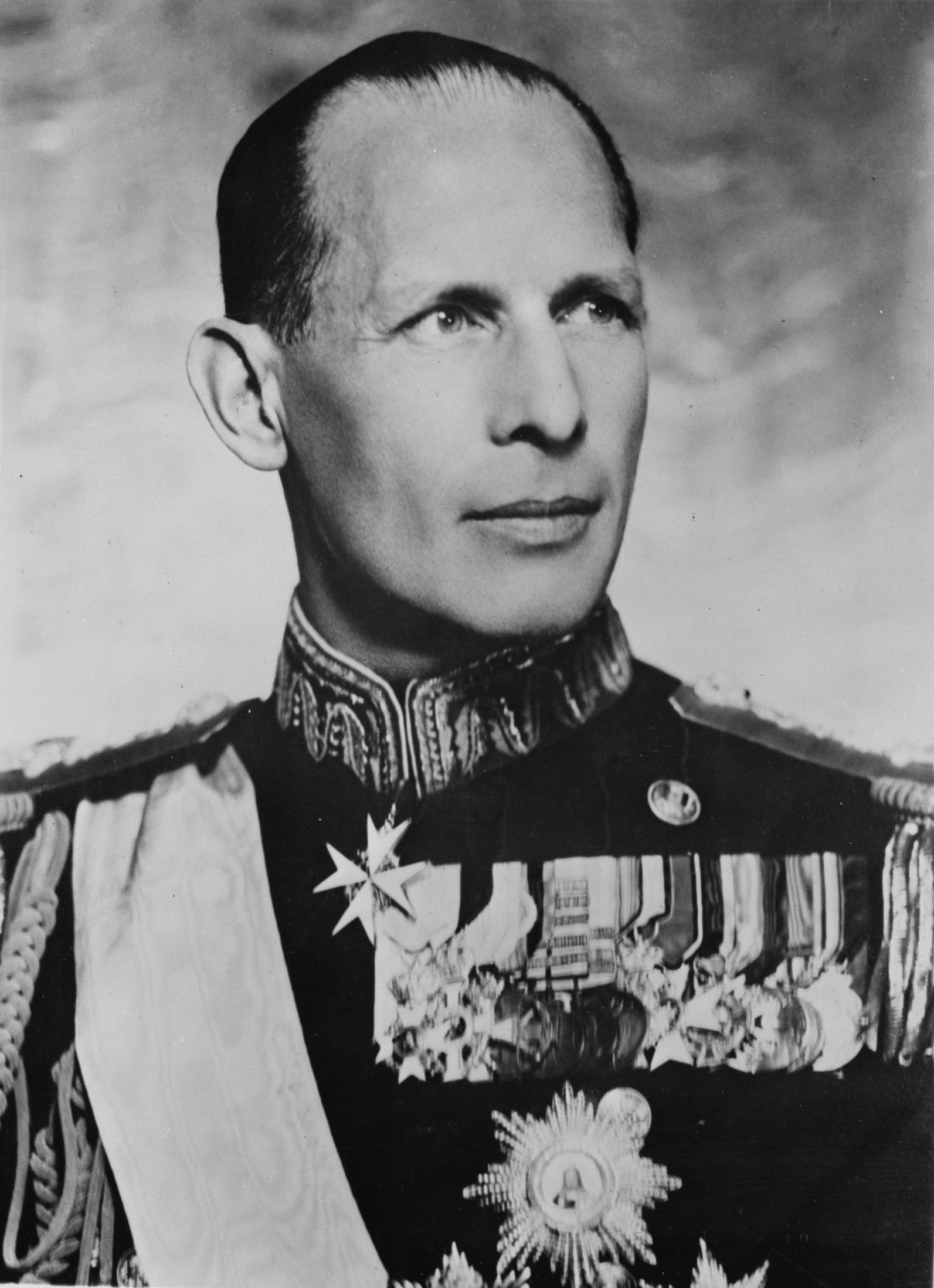
Le roi Georges II vers 1942.

#### Un bref retour en Grèce
Le 10 octobre 1935, un coup d'État dirigé par le général Geórgios Kondýlis met un terme à la Deuxième République hellénique. Un mois plus tard, un référendum au résultat contesté rappelle Georges II sur le trône,. Après un bref passage en Toscane, le frère aîné d'Irène effectue donc son retour à Athènes le 25 novembre,. Dans un premier temps, le roi des Hellènes cherche à s'attirer les bonnes grâces de l'opposition et mène une politique conciliante. Cependant, la montée en puissance du parti communiste le conduit à placer sa confiance dans le général Ioánnis Metaxás, qui ne tarde pas à imposer à la Grèce une dictature fascisante (1936-1941),. 
Rentrées à Athènes à la suite de leurs frères, Irène et sa sœur Catherine s'installent au palais royal avec le monarque. Quelques mois plus tard, en novembre 1936, les princesses assistent au retour des cendres du roi Constantin Ier et des reines Sophie et Olga, transférées à Tatoï,. Georges II étant divorcé de la reine Élisabeth depuis juillet 1935,,, Irène joue, auprès de lui, le rôle de « première dame » de la monarchie. Parmi ses fonctions officielles, elle fait ainsi office de cheftaine des Éclaireuses grecques. À l'occasion du mariage du diadoque Paul avec Frederika de Hanovre, la princesse est par ailleurs missionnée par la couronne pour redécorer la villa offerte au couple par l'État.

### Mariage et guerre (1939-1946)

#### Un mariage dans un contexte difficile

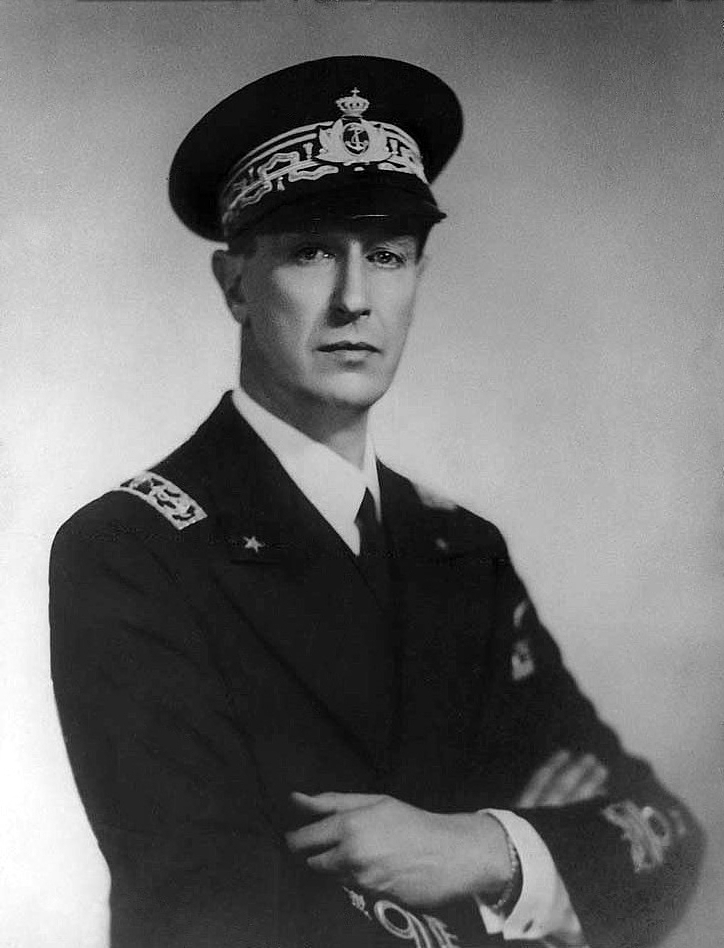
Le duc de Spolète en 1942.

En avril 1939, les relations entre la Grèce et l'Italie fasciste se compliquent. Déjà présente en Libye et dans le Dodécanèse depuis la guerre italo-turque de 1911-1912, Rome envahit l'Albanie, dont la couronne est donnée par Benito Mussolini à Victor-Emmanuel III d'Italie,,. Pourtant, un mois plus tard, les fiançailles d'Irène et du prince Aymon de Savoie, duc de Spolète, sont annoncées officiellement à Athènes. Amiral de la marine et petit-cousin du monarque italien, le prince a la réputation d'être bel homme. Grand, mince et sportif, c'est également un séducteur qui passe pour être un coureur de jupons,. Âgé de trente-neuf ans, il est, pour les standards de l'époque, un peu vieux pour un premier mariage mais c'est également le cas d'Irène, qui a maintenant trente-cinq ans. Les deux fiancés se connaissent depuis 1922 et ils ont déjà eu maintes fois l'occasion de se côtoyer. 
Irène quitte donc sa terre natale avec Aymon pour se rendre à Rome. Le 28 mai 1939, elle participe à une marche de 70 000 femmes fascistes en compagnie de sa future belle-mère, la duchesse douairière d'Aoste (née Hélène d'Orléans), et de la princesse de Piémont (née Marie-José de Belgique). Peu de temps après, la princesse grecque doit abjurer officiellement la foi orthodoxe et se convertir à la religion catholique, comme l'y obligent les lois de la maison de Savoie.
Désapprouvée par Mussolini, l'union d'Irène et d'Aymon donne lieu à de nouvelles tensions entre les patries des fiancés. Désireux d’humilier la Grèce, dont il revendique une partie du territoire, le Duce interdit en effet que soit hissé le drapeau hellène à l'occasion de la cérémonie nuptiale. Choqué par ce qu’il considère comme un affront, Georges II menace de boycotter l'événement. À Athènes, cependant, le dictateur Ioánnis Metaxás conseille au souverain de participer aux festivités afin d’éviter de donner une excuse à Mussolini de transformer l’affaire en incident diplomatique,,. Le mariage, qui réunit des têtes couronnées (et anciennement couronnées) venues de toute l'Europe, se déroule finalement à la cathédrale Santa Maria del Fiore de Florence, le 1er juillet 1939,. Les témoins d'Irène sont son frère, le diadoque Paul, et son oncle, le prince Georges de Grèce ; ceux d'Aymon sont son frère Amédée, duc d'Aoste, et son petit-cousin, Humbert, prince de Piémont. 
Les épousailles sont suivies d'un déjeuner, offert par le roi des Hellènes à l'Hôtel Excelsior, et d'un dîner plus informel donné par la princesse Hélène de Grèce, à la villa Sparta. Le lendemain des noces, le couple se rend au Vatican pour recevoir la bénédiction du pape Pie XII. Par la suite, le couple installe sa demeure à la villa Cisterna de Florence, qu'Aymon a héritée de sa grand-mère paternelle. Irène se retrouve ainsi voisine de sa sœur Hélène, avec laquelle elle partage toujours une étroite complicité,.

#### Infirmière et reine en titre
Le 1er septembre 1939, l'Allemagne nazie envahit la Pologne. Dans les mois qui suivent, les forces allemandes s'emparent d'une bonne partie de l'Europe et la France s'effondre sous les coups de la Blitzkrieg. Devant les succès hitlériens, l'Italie fasciste entre à son tour dans le conflit le 10 juin 1940. Immédiatement, Mussolini lance une violente campagne de propagande contre la Grèce,. Le 15 août, un sous-marin italien coule le croiseur grec Elli alors qu'il escorte un navire rempli de pèlerins, au large de Tinos, dans la mer Égée. Pourtant, Athènes refuse de réagir afin de préserver la paix,. Le 28 octobre, Mussolini transmet malgré tout à la Grèce un ultimatum lui demandant d’accepter le stationnement de troupes italiennes sur son sol et l'occupation de certaines bases stratégiques. Sans surprise, le gouvernement hellène refuse, déclenchant ainsi la guerre italo-grecque,.

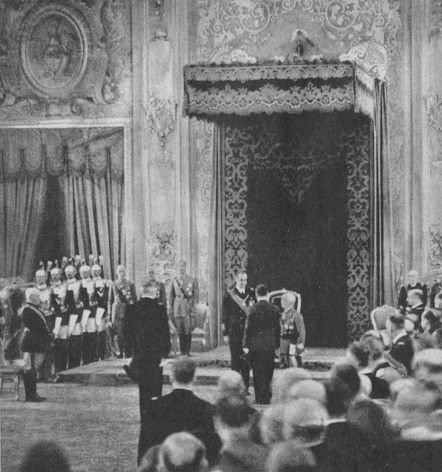
Cérémonie de désignation d'Aymon comme roi de Croatie au Quirinal le 18 mai 1941.

Attristée par ces événements, Irène n'en effectue pas moins son devoir vis-à-vis de sa patrie d'adoption. Tandis qu'Aymon sert dans la Marine royale, elle s'engage comme infirmière dans la Croix-Rouge et se rend sur le front albanais pour y soigner les blessés (novembre 1940),,. Plus tard, en mars-avril 1942, elle prend la tête d'un train-hôpital qui la mène jusqu'au front russe afin d'y rapatrier des soldats italiens blessés,. Profitant de son statut, la duchesse de Spolète tente également de jouer les diplomates, sans succès. En compagnie de sa sœur Hélène, rappelée à Bucarest après l'intronisation de son fils Michel Ier en septembre, elle rencontre ainsi Adolf Hitler à Berchtesgaden pour y discuter du sort de la Grèce et de la Roumanie, le 10 décembre 1940,. La terre natale des deux princesses n'en est pas moins vaincue et occupée par le Troisième Reich et ses alliés en avril 1941,,. 
Le royaume hellène n'est pas la seule victime de l'agression italo-allemande sur les Balkans. Punie pour avoir dénoncé le Pacte tripartite que le régent Paul vient tout juste de signer, la Yougoslavie est envahie en même temps que sa voisine puis démembrée. Sur ses décombres, Hitler et Mussolini créent plusieurs États fantoches, parmi lesquels une « Croatie indépendante » confiée au nationaliste Ante Pavelic. Désireux d'obtenir le soutien de l'Italie, le leader des Oustachis fait alors de son pays un royaume dont il offre la couronne au duc de Spolète le 18 mai 1941,,. Décontenancé par cette nomination, qu'il prend d'abord pour une plaisanterie, Aymon est pourtant contraint de l'accepter et de prendre le nom de « Tomislav II », en référence au souverain médiéval Tomislav Ier,,. Après avoir démissionné de l'armée italienne, il ouvre un cabinet croate dans sa résidence et s'attèle à apprendre la langue de ses nouveaux sujets. Avec Irène, il refuse toutefois de partir à Zagreb. Conscient que la population ne le soutient pas et que sa sécurité n'est pas assurée,, il déplore en outre le contrôle économique que le Führer impose à son royaume. En dépit de ces déconvenues, le nom d'Aymon est également associé, par la propagande italienne, à celui de la couronne de Hongrie au cours du printemps 1942, mais sans que cela aboutisse à quoi que ce soit,.
Le 3 mars 1942, le prince Amédée de Savoie, ancien vice-roi d'Éthiopie, meurt dans un camp de prisonniers britannique au Kenya, faisant d'Aymon et de son épouse les nouveaux duc et duchesse d'Aoste. Ayant appris l'information par la radio, Irène se précipite chez sa belle-sœur Anne pour lui annoncer en personne la mauvaise nouvelle tandis que son mari se charge d'avertir sa mère. À l'époque, les relations de la princesse grecque et de son époux sont ambiguës. Séducteur invétéré, le prince trompe ouvertement sa femme. Il entretient ainsi une liaison avec Olga Matarazzo Pignatari, sœur de l'industriel italo-brésilien Francisco Matarazzo Pignatari. Informée, Irène déclare pourtant qu'elle n'a qu'une seule vraie rivale dans le cœur de son mari : la marine royale. D'ailleurs, la princesse ne tarde pas à tomber enceinte. Après une fausse couche survenue à son retour de Russie, en avril 1942, elle entame une seconde grossesse au printemps 1943.

#### Mère et prisonnière
Le 10 juillet 1943, les Alliés débarquent en Sicile : c'est le début de la campagne d'Italie, qui aboutit au renversement du régime fasciste. Face aux échecs militaires qui se multiplient, le roi Victor-Emmanuel III destitue Benito Mussolini avec l'appui du Grand Conseil fasciste le 25 juillet. Immédiatement après, le nouveau gouvernement, dirigé par Pietro Badoglio, entreprend des négociations avec les Alliés pour obtenir un armistice séparé, qui est signé le 3 septembre mais rendu public seulement le 8. Face à cette trahison, la réaction du Troisième Reich est violente. Pris au dépourvu, des milliers de soldats italiens sont arrêtés ou exécutés en Europe tandis que la péninsule est envahie, obligeant le couple royal et le gouvernement à fuir à Brindisi. Libéré par les Allemands le 12 septembre, le Duce proclame la République sociale italienne (RSI) et le pays sombre dans la guerre civile.

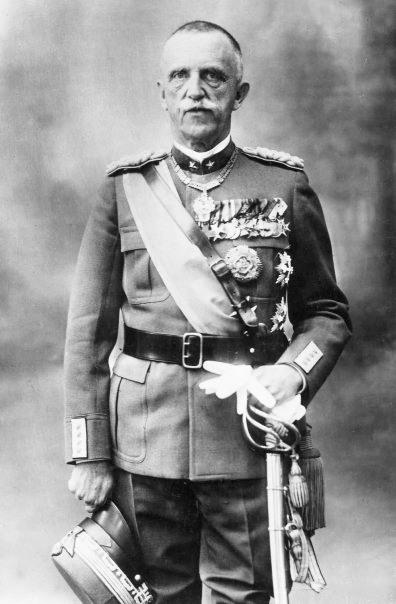
Victor-Emmanuel III d'Italie en 1924.

Dans ce contexte difficile, plusieurs proches de Victor-Emmanuel III sont inquiétés par les Allemands. Le 28 août, le tsar Boris III de Bulgarie, gendre du roi, meurt dans des circonstances mystérieuses après une entrevue avec le Führer. Le 14 septembre, la princesse Marie de Savoie, son mari et leurs enfants sont faits prisonniers en France et envoyés à Oldenbourg. Le 23 septembre, la princesse Mafalda de Savoie et son beau-frère le comte Carlo Calvi di Bergolo sont arrêtés à leur tour à Rome. La deuxième fille du roi est ensuite déportée à Buchenwald, où elle trouve la mort le 27 août 1944,. Stationné à La Spezia au moment de l'annonce de l'armistice, Aymon parvient à rejoindre le roi à Brindisi. Ce n'est pas le cas d'Irène, de sa belle-sœur Anne et de ses nièces Marguerite et Marie-Christine, retenues en Toscane. Ce n'est pas non plus le cas de la duchesse douairière d'Aoste, bientôt placée sous surveillance au palais de Capodimonte.
Après l'annonce de l'armistice, Irène téléphone à Bucarest pour informer sa sœur Hélène des événements : c'est la dernière fois que les deux princesses communiquent durant trois ans. Quelques semaines plus tard, le 27 septembre 1943, la duchesse d'Aoste accouche d'un fils, prénommé Amédée, pendant un bombardement aérien sur Florence,. Arrivé dix-huit jours avant terme, l'enfant est très faible et sa famille décide de le faire baptiser en urgence. Alors que l'Italie sombre de plus en plus dans la guerre civile, la naissance du petit garçon complique encore la situation de ses proches. De fait, le médecin SS Karl Gebhardt annonce à Irène que le Troisième Reich envisage de placer son fils sous sa « protection » et de le proclamer roi afin d'affermir sa domination sur l'Italie,.
Longtemps protégés par le consul allemand Gerhard Wolf, Irène et sa parentèle sont finalement transférées près de Pavie par les nazis le 13 juin 1944. Installées à Sartirana Lomellina, elles y passent plusieurs semaines dans de bonnes conditions. Le 26 juillet, le petit groupe est cependant conduit à Milan, avant d'être envoyé à Innsbruck, en Autriche. Quelques jours plus tard, Irène et sa famille sont emprisonnées en tant qu'otages à l'hôtel de l'Ifen, à Hirschegg,. Les deux belles-sœurs y retrouvent alors plusieurs connaissances, certaines amies, comme le diplomate français André François-Poncet, d'autres ennemies, comme l'ancien président du Conseil italien Francesco Nitti. Incarcérés durant dix mois, les princesses et leurs enfants sont assez bien traités par leurs geôliers mais vivent cependant dans la crainte constante d'être exécutées. Dans ses Mémoires insolites, le prince Michel de Grèce raconte ainsi comment sa cousine Marie-Christine, encore enfant, est un jour menacée d'être fusillée après qu'elle a ramassé un tract lâché par un avion allié.
Pendant ce temps, Aymon est au centre de nombreuses intrigues. Officiellement déchu du trône de Croatie par les Oustachis peu après l'annonce de l'armistice de Cassibile,, il est regardé comme un candidat crédible à la couronne d'Italie par certains monarchistes qui considèrent que Victor-Emmanuel III et les siens se sont déconsidérés par leurs compromissions. Conscient de sa propre impopularité, le souverain nomme finalement son fils, le prince de Piémont, lieutenant-général du royaume le 5 juin 1944,. Quelques mois plus tard, le 5 avril 1945, le duc d'Aoste est démis de ses fonctions dans la marine par son cousin, après avoir tenu des propos polémiques concernant des juges ayant condamné à mort des hauts fonctionnaires fascistes.

### La chute de la monarchie italienne (1945-1946)

#### La libération

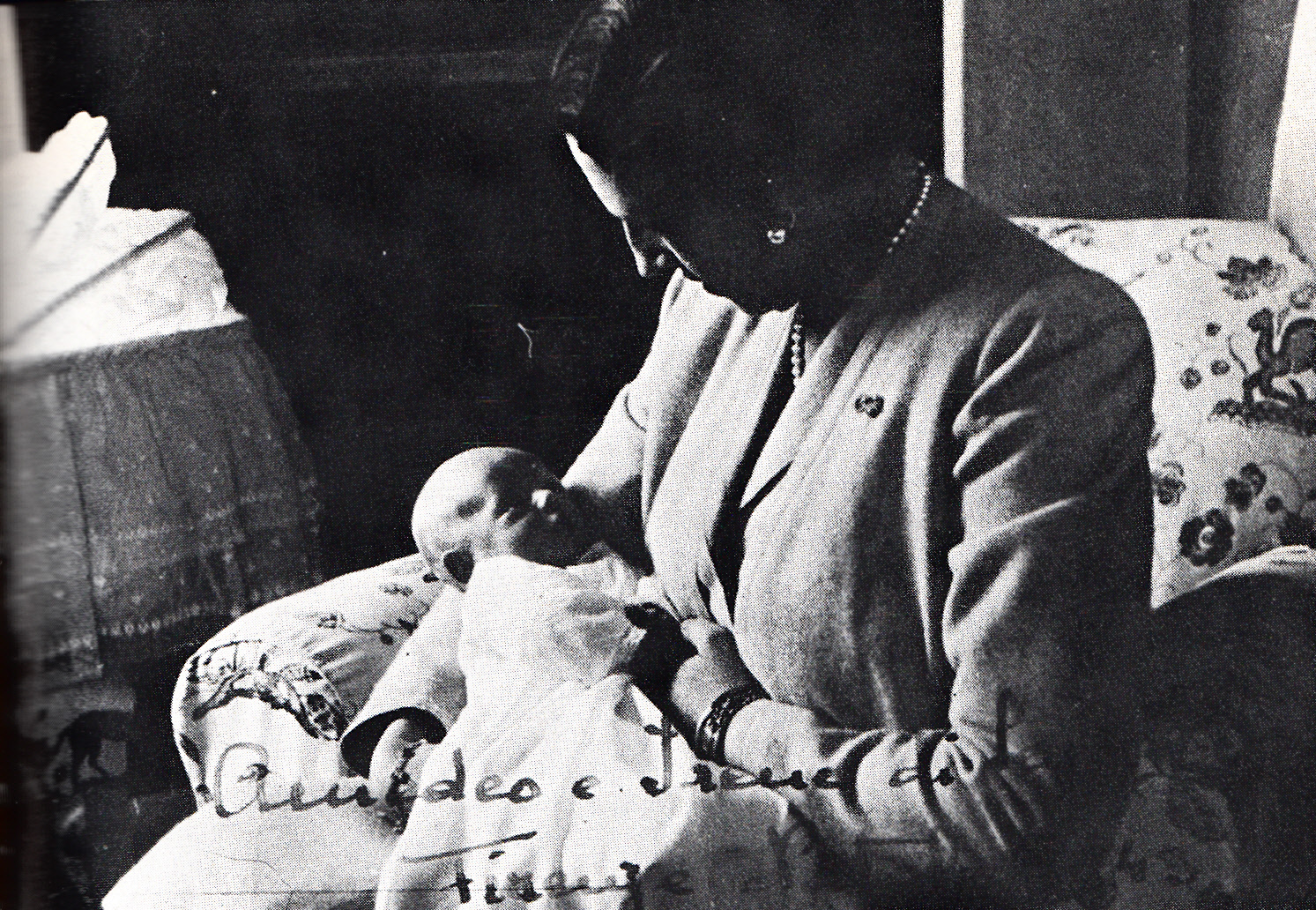
Irène et Amédée (1943).

À mesure que la victoire des Alliés semble de plus en plus évidente, la crainte d'Irène et de ses proches d'être assassinés par leurs gardiens augmente. Dévorée d'angoisse, la duchesse d'Aoste passe ainsi de longues heures à réfléchir à comment porter le petit Amédée pour qu'il soit tué sans souffrance le jour de leur exécution. Néanmoins, l'hôtel de l'Ifen est libéré par la résistance autrichienne le 2 mai 1945,. Affaiblis mais indemnes, les Savoie-Aoste retrouvent alors leur liberté, au grand soulagement de leur parentèle, morte d'inquiétude depuis l'annonce officielle de la mort de la princesse Mafalda à Buchenwald.
Après ces événements, Irène, Anne et leurs enfants prennent la route pour la Suisse, où ils arrivent le 6 mai. Installée à Lausanne, la petite troupe y retrouve le comte de Turin, seul membre de la famille royale italienne à s'être toujours tenu à l'écart du régime fasciste,. Enfin, le 7 juillet, Irène et ses proches effectuent leur grand retour en Italie. Acheminés à Naples par avion, ils y retrouvent Aymon et sa mère, qui a elle aussi survécu à la répression allemande.

#### Les derniers jours de la monarchie italienne

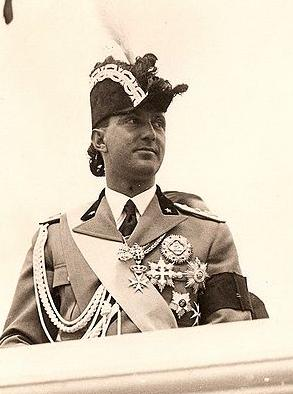
Humbert II, le « roi de mai » (1946).

Une fois réunis, les Savoie-Aoste passent l'été 1945 au palais de Capodimonte. En octobre, cependant, Aymon, Irène et Amédée retournent en Toscane, où ils retrouvent la villa Cisterna, largement détruite par les bombardements allemands et seulement restaurée en partie par la famille. Dans les mois qui suivent, la crise institutionnelle que connaît l'Italie depuis la guerre civile s'accroît. Dans ces conditions, un référendum est prévu pour confirmer ou non le maintien de la royauté. Face aux pressions, et pour donner plus de chances aux partisans de la monarchie, Victor-Emmanuel III se résout à abdiquer en faveur du prince de Piémont, qui prend le nom d'Humbert II d'Italie le 9 mai 1946. L'ancien souverain part ensuite en exil en Égypte avec la reine Hélène et plusieurs autres proches de la famille royale,.
Le référendum institutionnel, auquel Irène et les Aoste prennent part à Capodimonte, se déroule finalement le 2 juin 1946. Au grand dam de la famille royale, il donne une majorité confortable aux opposants de la monarchie, qui proclament alors la République italienne. Dans la foulée, une loi d'exil est votée, obligeant le « roi de mai » et son héritier à trouver refuge au Portugal,. Bien qu'ils ne soient pas contraints à quitter l'Italie par le nouveau régime, les autres membres de la maison de Savoie reçoivent l'ordre du roi de le suivre en exil. À l'exception de la mère d'Aymon, qui refuse catégoriquement de quitter le pays à moins d'y être forcée par les autorités, tous les membres de la dynastie obtempèrent le 5 juin. Pour la quatrième fois de son existence, Irène est donc chassée de son pays à la suite de bouleversements politiques.

### Une princesse en république (1946-1974)

#### Un bref exil
Tandis que d'autres membres de la maison de Savoie optent pour le Portugal, le Brésil ou l'Égypte, Aymon et Irène font le choix de s'installer en Belgique avec le comte de Turin. Cependant, le « plat pays » traverse lui aussi une grave crise institutionnelle et Bruxelles interdit finalement au couple de rester sur son territoire. Le Royaume-Uni refusant également d'accueillir Aymon et sa famille, le duc et la duchesse d'Aoste font le choix de se séparer,. Tandis qu'Irène retourne vivre en Suisse avec le petit Amédée, Aymon décide de traverser l'Atlantique et de s'installer en Amérique latine. Après un bref séjour au Brésil, où il arrive le 8 décembre 1946, le prince s'installe en Argentine. Il a en effet le projet de créer, en Patagonie, une colonie agricole italienne sur le modèle de celles fondées par le duc des Abruzzes en Somalie,.

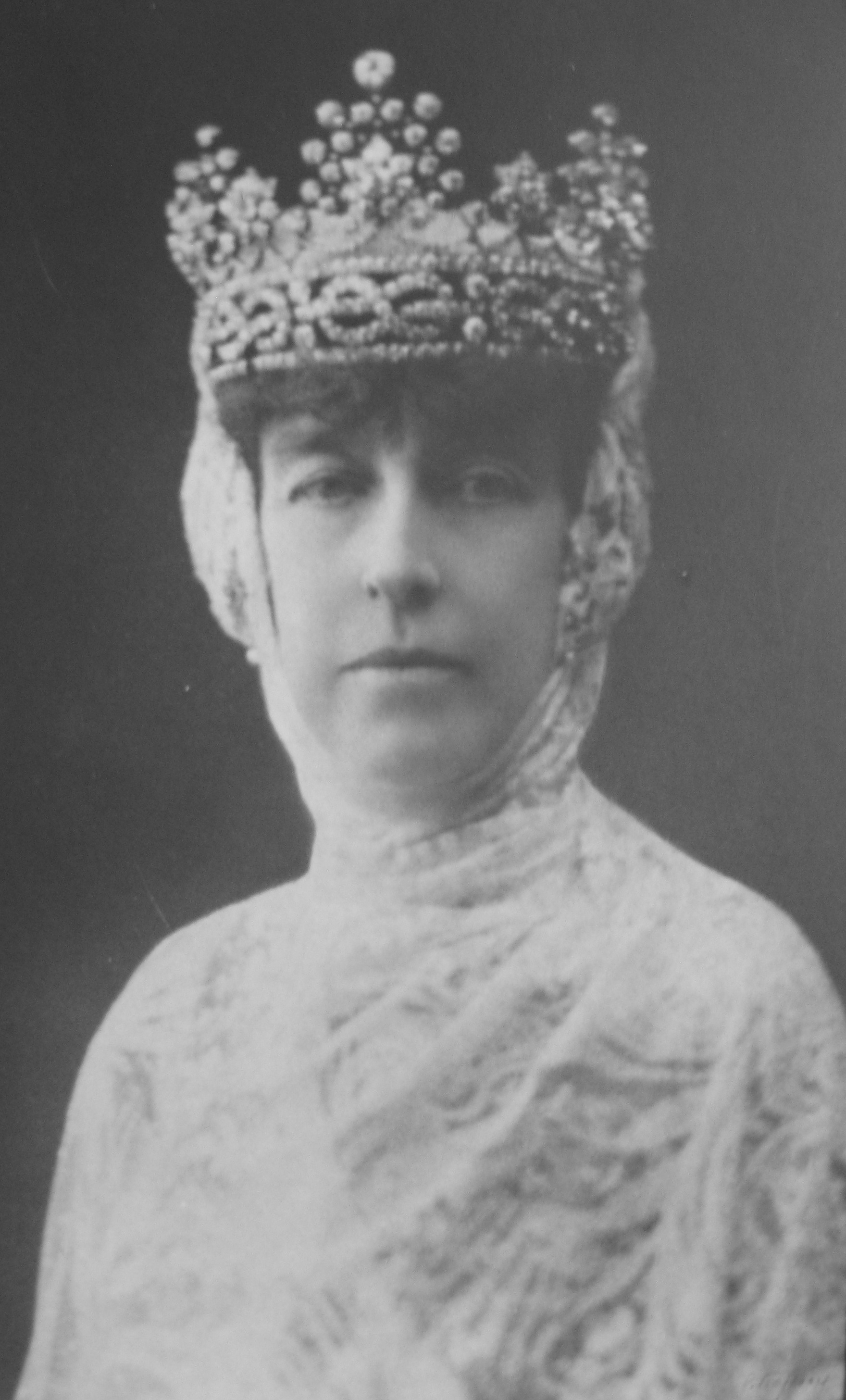
Hélène d'Orléans, duchesse douairière d'Aoste (1946).

Pendant ce temps, plusieurs autres monarchies européennes s'effondrent. En Yougoslavie, Pierre II, époux de la princesse Alexandra de Grèce, est déchu de sa couronne par les communistes dès le 29 novembre 1945. En Albanie, l'Assemblée constituante abolit officiellement la monarchie le 10 janvier 1946, empêchant du même coup tout retour de Zog Ier dans son pays. En Bulgarie, un référendum organisé par les communistes le 8 septembre 1946 aboutit au renversement de Siméon II, fils de la princesse Jeanne de Savoie. En Roumanie, Michel Ier, fils d'Hélène de Grèce, résiste plus longtemps mais les communistes le contraignent malgré tout à abdiquer le 30 décembre 1947,. Seul le roi Georges II de Grèce, frère d'Irène, parvient à sauver sa couronne. Le référendum institutionnel organisé à Athènes le 1er septembre 1946 donne en effet la majorité aux monarchistes mais le pays sombre bientôt dans la guerre civile,. 
Fin mars 1947, Irène reçoit la visite, en Suisse, de sa sœur Hélène, qu'elle n'a plus revue depuis le début de la Seconde Guerre mondiale. Pendant ce séjour, les deux femmes apprennent la mort du roi des Hellènes et rentrent donc à Athènes pour assister à ses funérailles. Quelques semaines plus tard, Irène et Hélène retournent dans la capitale grecque pour assister au mariage de la princesse Catherine avec le major Richard Brandram,. Puis, en novembre, les deux sœurs sont invitées au mariage de leur cousin germain, le prince Philippe, avec la future Élisabeth II du Royaume-Uni. Il s'agit là d'une faveur importante, car la duchesse d'Aoste et la reine mère de Roumanie appartiennent toutes deux à des nations ennemies de la Grande-Bretagne pendant la guerre et les sœurs du duc d'Édimbourg elles-mêmes n'ont pas été conviées aux festivités à cause de leurs unions avec des Allemands,,. 
Le 27 décembre 1947, une nouvelle constitution est adoptée en Italie. Celle-ci confirme l'interdiction de territoire des anciens souverains, de leurs épouses et de leurs descendants mâles. Elle proclame par ailleurs la confiscation des propriétés de la maison de Savoie. Le lendemain, le roi Victor-Emmanuel III meurt à Alexandrie, où il est bientôt inhumé en présence de sa famille proche mais d'aucun membre de la branche d'Aoste. À l'époque, Aymon, qui a été opéré de la vésicule biliaire le 4 décembre 1947 à São Paulo, est en pleine convalescence à Buenos Aires. Quant aux trois duchesses d'Aoste, elles n'ont pas les moyens financiers de se rendre en Égypte pour les funérailles. De fait, les avoirs que possèdent Irène et ses parentes à l'étranger sont toujours gelés à cause de la guerre,. 
Au cours du mois de janvier 1948, la santé d'Aymon ne cesse de se dégrader, sans que sa famille en soit avertie. Victime, pendant trois semaines, de violentes attaques d'asthme dues à un accès de tuberculose, il meurt d'un infarctus du myocarde le 29 janvier dans la chambre no 320 de l'Hôtel Plaza. En vacances à Davos avec Hélène et sa famille, Irène est informée par l'une des suivantes de sa sœur, qui a entendu la nouvelle à la radio. Très affectée par la disparition de son époux, la duchesse d'Aoste n'a pas les moyens de faire rapatrier sa dépouille ni d'assister à son inhumation au cimetière de Recoleta,. Le prince est donc enterré en l'absence de toute sa famille, hormis une cousine de son épouse, la grande-duchesse Maria Pavlovna de Russie, qui vit alors en Argentine.

#### La princesse florentine
Malgré le vide qu'elle provoque dans la vie de sa famille, la disparition d'Aymon a une conséquence positive pour son épouse et leur fils. Considérant que la République italienne n'a rien à craindre d'un petit groupe de veuves et d'orphelins, le président du Conseil Alcide De Gasperi autorise en effet les derniers membres de la branche d'Aoste à rentrer dans leur pays, et cela malgré la loi d'exil qui continue à toucher Humbert II et les siens. Irène, sa belle-sœur Anne et leur progéniture respective rétablissent ainsi leur résidence en Toscane en juin 1948,. Elles retrouvent alors la duchesse douairière d'Aoste, qui s'est totalement repliée sur elle-même depuis la chute de la monarchie. Cependant, les retrouvailles familiales sont de courte durée puisque la vieille femme meurt en janvier 1951.

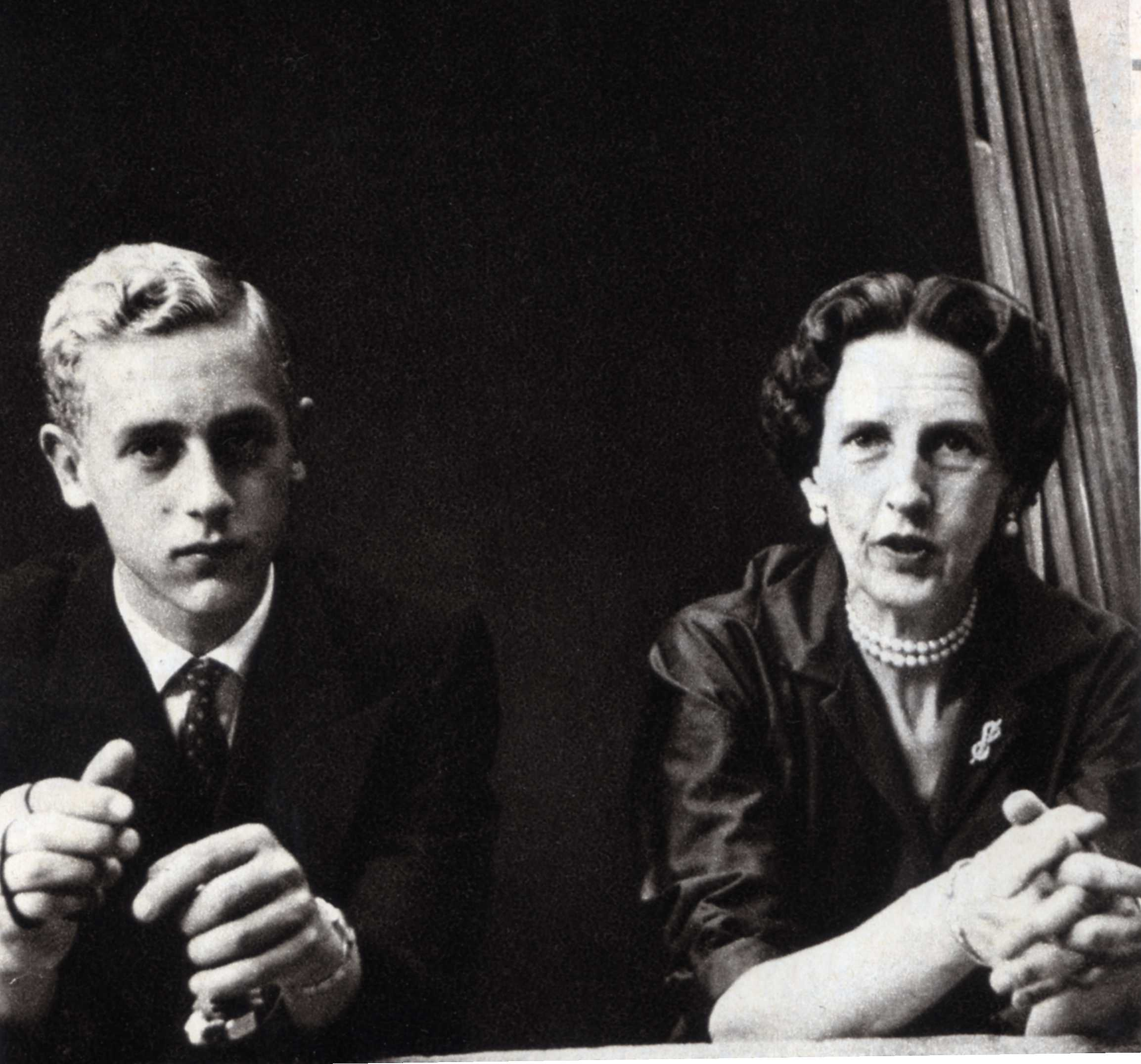
Irène et son fils Amédée (1959).

Les biens des Savoie ayant été confisqués et la villa Cisterna étant de toute façon très endommagée, Irène et Amédée s'installent à la villa Sparta, où Hélène de Grèce est revenue vivre après la mise en place du régime communiste en Roumanie,,. Ils y restent jusqu'à la nouvelle année 1950, date à laquelle ils emménagent à la villa San Domenico de Fiesole. À l'époque, Irène traverse d'importantes difficultés économiques. Au fil des années, la princesse obtient cependant de la justice italienne que lui soient rendus les biens privés de son époux et sa situation financière s'améliore considérablement. 
Désormais simple particulière, Irène se consacre à sa famille. Soucieuse de l'éducation de son fils, elle confie sa formation à l'amiral Giovanni Cerrina Feroni, avant de l'envoyer poursuivre ses études au Royaume-Uni. La princesse fréquente par ailleurs régulièrement sa sœur Hélène, sa cousine Olga et le reste de sa parentèle grecque. Elle effectue ainsi de nombreux séjours à Athènes, où elle est toujours bien reçue par son frère, le roi Paul Ier. Elle se rend aussi en Angleterre, pour y retrouver la princesse Catherine et ses proches. Invitée à la plupart des grands événements du gotha, elle assiste notamment au mariage du futur Juan Carlos Ier d'Espagne et de Sophie de Grèce en 1962. 
Deux ans plus tard, le 22 juillet 1964, Irène a la joie de voir le prince Amédée s'unir, à Sintra, au Portugal, à la princesse française Claude d'Orléans, fille du comte de Paris. L'événement se déroule dans un contexte électrique car l'héritier du trône italien fréquente lui-même une roturière et Humbert II envisage de le déshériter au profit du jeune duc d'Aoste… Au fil des années, le couple formé par Amédée et Claude donne le jour à trois enfants, Bianca (1966), Aimone (1967) et Mafalda (1969), qui font la joie de leur grand-mère. Cependant, les relations de son fils et de sa belle-fille se dégradent dans les années 1970 et Irène pèse de tout son poids pour qu'ils ne se séparent pas.

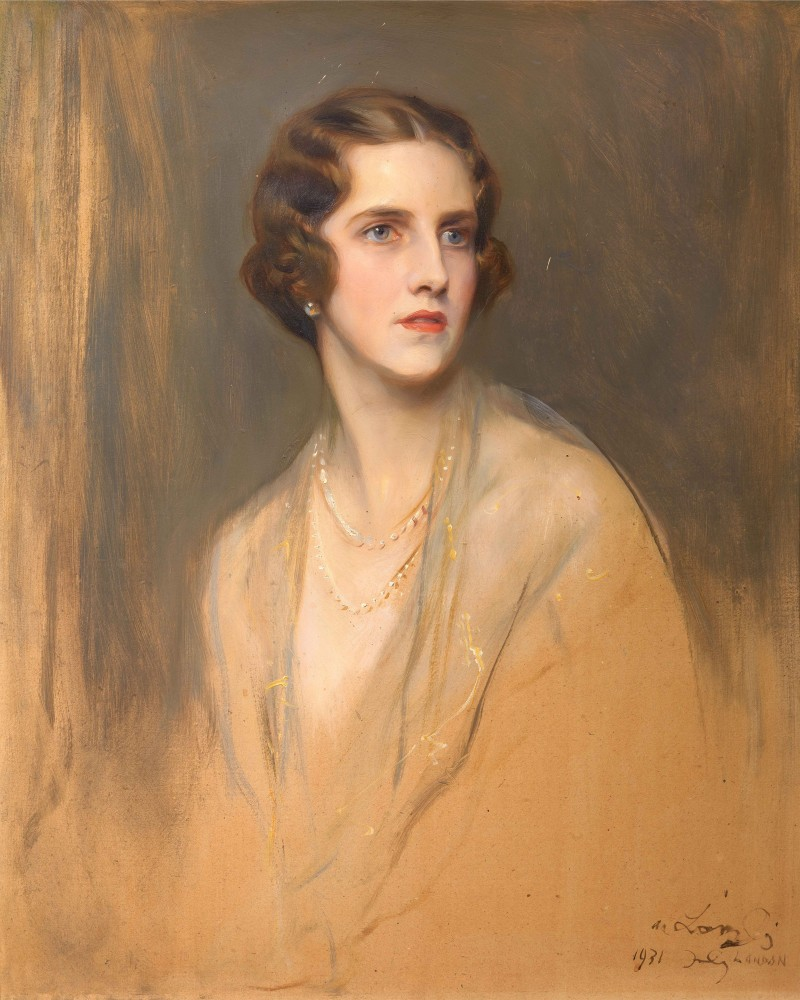
Portrait d'Irène par Philip de Laszlo (1931).

Devenue une fervente catholique, Irène intègre le Tiers Ordre dominicain. Impliquée dans l'aide aux démunis, elle apporte son secours aux victimes des inondations qui touchent Florence en 1966. Cette action lui vaut ainsi d'être déclarée citoyenne d'honneur de la ville en 1972.

#### Décès et inhumations
Les dernières années d'Irène sont assombries par la mésentente croissante entre son fils et sa belle-fille ainsi que par les bouleversements politiques que connaît la Grèce. En 1967, une dictature se met en effet en place à Athènes et le roi Constantin II, neveu de la princesse, est bientôt obligé de s'exiler en Italie. Finalement, en 1973, la monarchie hellène est abolie et les membres de l'ancienne famille royale sont interdits de séjour dans leur pays.
Atteinte d'un cancer de la gorge, Irène meurt peu après ces événements, le 15 avril 1974. Inhumée dans la chapelle privée de la ferme d'Il Borro, propriété d'Amédée située dans la localité de Loro Ciuffenna, la dépouille de la princesse retrouve alors celle de son époux, rapatriée d'Argentine quelques mois plus tôt. Finalement, en 1996, les cendres du duc et de la duchesse d'Aoste sont transférées dans l'une des nécropoles de la maison de Savoie, à la basilique de Superga, à Turin,.

## Arbres généalogiques

### Irène et Aymon dans les monarchies italienne et balkaniques
|  |  |                                                      |                                                      |                                                      |                                                      |                                                                |                                                                |                                                                |                                                                |                                                                |                                                                |                                                         |                                                         | Victor-Emmanuel II, Roi d'Italie Adélaïde, Adsse d'Autriche | Victor-Emmanuel II, Roi d'Italie Adélaïde, Adsse d'Autriche | Victor-Emmanuel II, Roi d'Italie Adélaïde, Adsse d'Autriche | Victor-Emmanuel II, Roi d'Italie Adélaïde, Adsse d'Autriche | Victor-Emmanuel II, Roi d'Italie Adélaïde, Adsse d'Autriche | Victor-Emmanuel II, Roi d'Italie Adélaïde, Adsse d'Autriche |                                                    |                                                    |                                                                           |                                                                           |                                                                           |                                                                           |                                                                           |                                                                           |                             |                             |                                              |                                              |                                              |                                              |                                              |                                              |                        |                        |                        |                        |  |  |                                                           |                                                           | Victoria, Reine du Royaume-Uni Albert, Pce de Saxe-Cobourg-Gotha     | Victoria, Reine du Royaume-Uni Albert, Pce de Saxe-Cobourg-Gotha     | Victoria, Reine du Royaume-Uni Albert, Pce de Saxe-Cobourg-Gotha     | Victoria, Reine du Royaume-Uni Albert, Pce de Saxe-Cobourg-Gotha     | Victoria, Reine du Royaume-Uni Albert, Pce de Saxe-Cobourg-Gotha     | Victoria, Reine du Royaume-Uni Albert, Pce de Saxe-Cobourg-Gotha     |                                                            |                                                            |                                                            |                                                            |                                                            |                                                            |                                  |                                  |                                                                          |                                                                          |                                                                          |                                                                          | Christian IX, Roi de Danemark Louise, Pcesse de Hesse-Cassel             | Christian IX, Roi de Danemark Louise, Pcesse de Hesse-Cassel             | Christian IX, Roi de Danemark Louise, Pcesse de Hesse-Cassel | Christian IX, Roi de Danemark Louise, Pcesse de Hesse-Cassel | Christian IX, Roi de Danemark Louise, Pcesse de Hesse-Cassel   | Christian IX, Roi de Danemark Louise, Pcesse de Hesse-Cassel   |                                                                |                                                                |                                                                |                                                                |  |  |                                                   |                                                   |                                                   |                                                   |                                                   |                                                   |  |  |  |  |  |  |  |  |  |  |  |  |  |  |  |  |  |  |  |  |  |  |  |  |  |  |  |  |  |  |  |  |  |  |
|  |  |                                                      |                                                      |                                                      |                                                      |                                                                |                                                                |                                                                |                                                                |                                                                |                                                                |                                                         |                                                         | Victor-Emmanuel II, Roi d'Italie Adélaïde, Adsse d'Autriche | Victor-Emmanuel II, Roi d'Italie Adélaïde, Adsse d'Autriche | Victor-Emmanuel II, Roi d'Italie Adélaïde, Adsse d'Autriche | Victor-Emmanuel II, Roi d'Italie Adélaïde, Adsse d'Autriche | Victor-Emmanuel II, Roi d'Italie Adélaïde, Adsse d'Autriche | Victor-Emmanuel II, Roi d'Italie Adélaïde, Adsse d'Autriche |                                                    |                                                    |                                                                           |                                                                           |                                                                           |                                                                           |                                                                           |                                                                           |                             |                             |                                              |                                              |                                              |                                              |                                              |                                              |                        |                        |                        |                        |  |  |                                                           |                                                           | Victoria, Reine du Royaume-Uni Albert, Pce de Saxe-Cobourg-Gotha     | Victoria, Reine du Royaume-Uni Albert, Pce de Saxe-Cobourg-Gotha     | Victoria, Reine du Royaume-Uni Albert, Pce de Saxe-Cobourg-Gotha     | Victoria, Reine du Royaume-Uni Albert, Pce de Saxe-Cobourg-Gotha     | Victoria, Reine du Royaume-Uni Albert, Pce de Saxe-Cobourg-Gotha     | Victoria, Reine du Royaume-Uni Albert, Pce de Saxe-Cobourg-Gotha     |                                                            |                                                            |                                                            |                                                            |                                                            |                                                            |                                  |                                  |                                                                          |                                                                          |                                                                          |                                                                          | Christian IX, Roi de Danemark Louise, Pcesse de Hesse-Cassel             | Christian IX, Roi de Danemark Louise, Pcesse de Hesse-Cassel             | Christian IX, Roi de Danemark Louise, Pcesse de Hesse-Cassel | Christian IX, Roi de Danemark Louise, Pcesse de Hesse-Cassel | Christian IX, Roi de Danemark Louise, Pcesse de Hesse-Cassel   | Christian IX, Roi de Danemark Louise, Pcesse de Hesse-Cassel   |                                                                |                                                                |                                                                |                                                                |  |  |                                                   |                                                   |                                                   |                                                   |                                                   |                                                   |  |  |  |  |  |  |  |  |  |  |  |  |  |  |  |  |  |  |  |  |  |  |  |  |  |  |  |  |  |  |  |  |  |  |
|  |  |                                                      |                                                      |                                                      |                                                      |                                                                |                                                                |                                                                |                                                                |                                                                |                                                                |                                                         |                                                         |                                                             |                                                             |                                                             |                                                             |                                                             |                                                             |                                                    |                                                    |                                                                           |                                                                           |                                                                           |                                                                           |                                                                           |                                                                           |                             |                             |                                              |                                              |                                              |                                              |                                              |                                              |                        |                        |                        |                        |  |  |                                                           |                                                           |                                                                      |                                                                      |                                                                      |                                                                      |                                                                      |                                                                      |                                                            |                                                            |                                                            |                                                            |                                                            |                                                            |                                  |                                  |                                                                          |                                                                          |                                                                          |                                                                          |                                                                          |                                                                          |                                                              |                                                              |                                                                |                                                                |                                                                |                                                                |                                                                |                                                                |  |  |                                                   |                                                   |                                                   |                                                   |                                                   |                                                   |  |  |  |  |  |  |  |  |  |  |  |  |  |  |  |  |  |  |  |  |  |  |  |  |  |  |  |  |  |  |  |  |  |  |
|  |  |                                                      |                                                      |                                                      |                                                      | Humbert Ier, Roi d'Italie Marguerite, Pcesse de Savoie         | Humbert Ier, Roi d'Italie Marguerite, Pcesse de Savoie         | Humbert Ier, Roi d'Italie Marguerite, Pcesse de Savoie         | Humbert Ier, Roi d'Italie Marguerite, Pcesse de Savoie         | Humbert Ier, Roi d'Italie Marguerite, Pcesse de Savoie         | Humbert Ier, Roi d'Italie Marguerite, Pcesse de Savoie         |                                                         |                                                         |                                                             |                                                             |                                                             |                                                             |                                                             |                                                             |                                                    |                                                    | Amédée Ier, Roi d'Espagne Maria Vittoria dal Pozzo, Pcesse della Cisterna | Amédée Ier, Roi d'Espagne Maria Vittoria dal Pozzo, Pcesse della Cisterna | Amédée Ier, Roi d'Espagne Maria Vittoria dal Pozzo, Pcesse della Cisterna | Amédée Ier, Roi d'Espagne Maria Vittoria dal Pozzo, Pcesse della Cisterna | Amédée Ier, Roi d'Espagne Maria Vittoria dal Pozzo, Pcesse della Cisterna | Amédée Ier, Roi d'Espagne Maria Vittoria dal Pozzo, Pcesse della Cisterna |                             |                             |                                              |                                              |                                              |                                              |                                              |                                              |                        |                        |                        |                        |  |  |                                                           |                                                           | Victoria, Pcesse royale du Royaume-Uni Frédéric III, Kaiser allemand | Victoria, Pcesse royale du Royaume-Uni Frédéric III, Kaiser allemand | Victoria, Pcesse royale du Royaume-Uni Frédéric III, Kaiser allemand | Victoria, Pcesse royale du Royaume-Uni Frédéric III, Kaiser allemand | Victoria, Pcesse royale du Royaume-Uni Frédéric III, Kaiser allemand | Victoria, Pcesse royale du Royaume-Uni Frédéric III, Kaiser allemand |                                                            |                                                            |                                                            |                                                            |                                                            |                                                            |                                  |                                  |                                                                          |                                                                          |                                                                          |                                                                          | Georges Ier, Roi des Hellènes Olga, Gde-Dsse de Russie                   | Georges Ier, Roi des Hellènes Olga, Gde-Dsse de Russie                   | Georges Ier, Roi des Hellènes Olga, Gde-Dsse de Russie       | Georges Ier, Roi des Hellènes Olga, Gde-Dsse de Russie       | Georges Ier, Roi des Hellènes Olga, Gde-Dsse de Russie         | Georges Ier, Roi des Hellènes Olga, Gde-Dsse de Russie         |                                                                |                                                                |                                                                |                                                                |  |  |                                                   |                                                   |                                                   |                                                   |                                                   |                                                   |  |  |  |  |  |  |  |  |  |  |  |  |  |  |  |  |  |  |  |  |  |  |  |  |  |  |  |  |  |  |  |  |  |  |
|  |  |                                                      |                                                      |                                                      |                                                      | Humbert Ier, Roi d'Italie Marguerite, Pcesse de Savoie         | Humbert Ier, Roi d'Italie Marguerite, Pcesse de Savoie         | Humbert Ier, Roi d'Italie Marguerite, Pcesse de Savoie         | Humbert Ier, Roi d'Italie Marguerite, Pcesse de Savoie         | Humbert Ier, Roi d'Italie Marguerite, Pcesse de Savoie         | Humbert Ier, Roi d'Italie Marguerite, Pcesse de Savoie         |                                                         |                                                         |                                                             |                                                             |                                                             |                                                             |                                                             |                                                             |                                                    |                                                    | Amédée Ier, Roi d'Espagne Maria Vittoria dal Pozzo, Pcesse della Cisterna | Amédée Ier, Roi d'Espagne Maria Vittoria dal Pozzo, Pcesse della Cisterna | Amédée Ier, Roi d'Espagne Maria Vittoria dal Pozzo, Pcesse della Cisterna | Amédée Ier, Roi d'Espagne Maria Vittoria dal Pozzo, Pcesse della Cisterna | Amédée Ier, Roi d'Espagne Maria Vittoria dal Pozzo, Pcesse della Cisterna | Amédée Ier, Roi d'Espagne Maria Vittoria dal Pozzo, Pcesse della Cisterna |                             |                             |                                              |                                              |                                              |                                              |                                              |                                              |                        |                        |                        |                        |  |  |                                                           |                                                           | Victoria, Pcesse royale du Royaume-Uni Frédéric III, Kaiser allemand | Victoria, Pcesse royale du Royaume-Uni Frédéric III, Kaiser allemand | Victoria, Pcesse royale du Royaume-Uni Frédéric III, Kaiser allemand | Victoria, Pcesse royale du Royaume-Uni Frédéric III, Kaiser allemand | Victoria, Pcesse royale du Royaume-Uni Frédéric III, Kaiser allemand | Victoria, Pcesse royale du Royaume-Uni Frédéric III, Kaiser allemand |                                                            |                                                            |                                                            |                                                            |                                                            |                                                            |                                  |                                  |                                                                          |                                                                          |                                                                          |                                                                          | Georges Ier, Roi des Hellènes Olga, Gde-Dsse de Russie                   | Georges Ier, Roi des Hellènes Olga, Gde-Dsse de Russie                   | Georges Ier, Roi des Hellènes Olga, Gde-Dsse de Russie       | Georges Ier, Roi des Hellènes Olga, Gde-Dsse de Russie       | Georges Ier, Roi des Hellènes Olga, Gde-Dsse de Russie         | Georges Ier, Roi des Hellènes Olga, Gde-Dsse de Russie         |                                                                |                                                                |                                                                |                                                                |  |  |                                                   |                                                   |                                                   |                                                   |                                                   |                                                   |  |  |  |  |  |  |  |  |  |  |  |  |  |  |  |  |  |  |  |  |  |  |  |  |  |  |  |  |  |  |  |  |  |  |
|  |  |                                                      |                                                      |                                                      |                                                      |                                                                |                                                                |                                                                |                                                                |                                                                |                                                                |                                                         |                                                         |                                                             |                                                             |                                                             |                                                             |                                                             |                                                             |                                                    |                                                    |                                                                           |                                                                           |                                                                           |                                                                           |                                                                           |                                                                           |                             |                             |                                              |                                              |                                              |                                              |                                              |                                              |                        |                        |                        |                        |  |  |                                                           |                                                           |                                                                      |                                                                      |                                                                      |                                                                      |                                                                      |                                                                      |                                                            |                                                            |                                                            |                                                            |                                                            |                                                            |                                  |                                  |                                                                          |                                                                          |                                                                          |                                                                          |                                                                          |                                                                          |                                                              |                                                              |                                                                |                                                                |                                                                |                                                                |                                                                |                                                                |  |  |                                                   |                                                   |                                                   |                                                   |                                                   |                                                   |  |  |  |  |  |  |  |  |  |  |  |  |  |  |  |  |  |  |  |  |  |  |  |  |  |  |  |  |  |  |  |  |  |  |
|  |  |                                                      |                                                      |                                                      |                                                      | Victor-Emmanuel III, Roi d'Italie Hélène, Pcesse de Monténégro | Victor-Emmanuel III, Roi d'Italie Hélène, Pcesse de Monténégro | Victor-Emmanuel III, Roi d'Italie Hélène, Pcesse de Monténégro | Victor-Emmanuel III, Roi d'Italie Hélène, Pcesse de Monténégro | Victor-Emmanuel III, Roi d'Italie Hélène, Pcesse de Monténégro | Victor-Emmanuel III, Roi d'Italie Hélène, Pcesse de Monténégro |                                                         |                                                         |                                                             |                                                             |                                                             |                                                             |                                                             |                                                             |                                                    |                                                    | Emmanuel-Philibert, Duc d'Aoste Hélène, Pcesse d'Orléans                  | Emmanuel-Philibert, Duc d'Aoste Hélène, Pcesse d'Orléans                  | Emmanuel-Philibert, Duc d'Aoste Hélène, Pcesse d'Orléans                  | Emmanuel-Philibert, Duc d'Aoste Hélène, Pcesse d'Orléans                  | Emmanuel-Philibert, Duc d'Aoste Hélène, Pcesse d'Orléans                  | Emmanuel-Philibert, Duc d'Aoste Hélène, Pcesse d'Orléans                  |                             |                             |                                              |                                              |                                              |                                              |                                              |                                              |                        |                        |                        |                        |  |  |                                                           |                                                           | Sophie, Pcesse de Prusse                                             | Sophie, Pcesse de Prusse                                             | Sophie, Pcesse de Prusse                                             | Sophie, Pcesse de Prusse                                             | Sophie, Pcesse de Prusse                                             | Sophie, Pcesse de Prusse                                             |                                                            |                                                            | Constantin Ier, Roi des Hellènes                           | Constantin Ier, Roi des Hellènes                           | Constantin Ier, Roi des Hellènes                           | Constantin Ier, Roi des Hellènes                           | Constantin Ier, Roi des Hellènes | Constantin Ier, Roi des Hellènes |                                                                          |                                                                          |                                                                          |                                                                          |                                                                          |                                                                          |                                                              |                                                              |                                                                |                                                                |                                                                |                                                                |                                                                |                                                                |  |  | Nicolas, Pce de Grèce Hélène, Gde-Dsse de Russie  | Nicolas, Pce de Grèce Hélène, Gde-Dsse de Russie  | Nicolas, Pce de Grèce Hélène, Gde-Dsse de Russie  | Nicolas, Pce de Grèce Hélène, Gde-Dsse de Russie  | Nicolas, Pce de Grèce Hélène, Gde-Dsse de Russie  | Nicolas, Pce de Grèce Hélène, Gde-Dsse de Russie  |  |  |  |  |  |  |  |  |  |  |  |  |  |  |  |  |  |  |  |  |  |  |  |  |  |  |  |  |  |  |  |  |  |  |
|  |  |                                                      |                                                      |                                                      |                                                      | Victor-Emmanuel III, Roi d'Italie Hélène, Pcesse de Monténégro | Victor-Emmanuel III, Roi d'Italie Hélène, Pcesse de Monténégro | Victor-Emmanuel III, Roi d'Italie Hélène, Pcesse de Monténégro | Victor-Emmanuel III, Roi d'Italie Hélène, Pcesse de Monténégro | Victor-Emmanuel III, Roi d'Italie Hélène, Pcesse de Monténégro | Victor-Emmanuel III, Roi d'Italie Hélène, Pcesse de Monténégro |                                                         |                                                         |                                                             |                                                             |                                                             |                                                             |                                                             |                                                             |                                                    |                                                    | Emmanuel-Philibert, Duc d'Aoste Hélène, Pcesse d'Orléans                  | Emmanuel-Philibert, Duc d'Aoste Hélène, Pcesse d'Orléans                  | Emmanuel-Philibert, Duc d'Aoste Hélène, Pcesse d'Orléans                  | Emmanuel-Philibert, Duc d'Aoste Hélène, Pcesse d'Orléans                  | Emmanuel-Philibert, Duc d'Aoste Hélène, Pcesse d'Orléans                  | Emmanuel-Philibert, Duc d'Aoste Hélène, Pcesse d'Orléans                  |                             |                             |                                              |                                              |                                              |                                              |                                              |                                              |                        |                        |                        |                        |  |  |                                                           |                                                           | Sophie, Pcesse de Prusse                                             | Sophie, Pcesse de Prusse                                             | Sophie, Pcesse de Prusse                                             | Sophie, Pcesse de Prusse                                             | Sophie, Pcesse de Prusse                                             | Sophie, Pcesse de Prusse                                             |                                                            |                                                            | Constantin Ier, Roi des Hellènes                           | Constantin Ier, Roi des Hellènes                           | Constantin Ier, Roi des Hellènes                           | Constantin Ier, Roi des Hellènes                           | Constantin Ier, Roi des Hellènes | Constantin Ier, Roi des Hellènes |                                                                          |                                                                          |                                                                          |                                                                          |                                                                          |                                                                          |                                                              |                                                              |                                                                |                                                                |                                                                |                                                                |                                                                |                                                                |  |  | Nicolas, Pce de Grèce Hélène, Gde-Dsse de Russie  | Nicolas, Pce de Grèce Hélène, Gde-Dsse de Russie  | Nicolas, Pce de Grèce Hélène, Gde-Dsse de Russie  | Nicolas, Pce de Grèce Hélène, Gde-Dsse de Russie  | Nicolas, Pce de Grèce Hélène, Gde-Dsse de Russie  | Nicolas, Pce de Grèce Hélène, Gde-Dsse de Russie  |  |  |  |  |  |  |  |  |  |  |  |  |  |  |  |  |  |  |  |  |  |  |  |  |  |  |  |  |  |  |  |  |  |  |
|  |  |                                                      |                                                      |                                                      |                                                      |                                                                |                                                                |                                                                |                                                                |                                                                |                                                                |                                                         |                                                         |                                                             |                                                             |                                                             |                                                             |                                                             |                                                             |                                                    |                                                    |                                                                           |                                                                           |                                                                           |                                                                           |                                                                           |                                                                           |                             |                             |                                              |                                              |                                              |                                              |                                              |                                              |                        |                        |                        |                        |  |  |                                                           |                                                           |                                                                      |                                                                      |                                                                      |                                                                      |                                                                      |                                                                      |                                                            |                                                            |                                                            |                                                            |                                                            |                                                            |                                  |                                  |                                                                          |                                                                          |                                                                          |                                                                          |                                                                          |                                                                          |                                                              |                                                              |                                                                |                                                                |                                                                |                                                                |                                                                |                                                                |  |  |                                                   |                                                   |                                                   |                                                   |                                                   |                                                   |  |  |  |  |  |  |  |  |  |  |  |  |  |  |  |  |  |  |  |  |  |  |  |  |  |  |  |  |  |  |  |  |  |  |
|  |  |                                                      |                                                      |                                                      |                                                      |                                                                |                                                                |                                                                |                                                                |                                                                |                                                                |                                                         |                                                         |                                                             |                                                             |                                                             |                                                             |                                                             |                                                             |                                                    |                                                    |                                                                           |                                                                           |                                                                           |                                                                           |                                                                           |                                                                           |                             |                             |                                              |                                              |                                              |                                              |                                              |                                              |                        |                        |                        |                        |  |  |                                                           |                                                           |                                                                      |                                                                      |                                                                      |                                                                      |                                                                      |                                                                      |                                                            |                                                            |                                                            |                                                            |                                                            |                                                            |                                  |                                  |                                                                          |                                                                          |                                                                          |                                                                          |                                                                          |                                                                          |                                                              |                                                              |                                                                |                                                                |                                                                |                                                                |                                                                |                                                                |  |  |                                                   |                                                   |                                                   |                                                   |                                                   |                                                   |  |  |  |  |  |  |  |  |  |  |  |  |  |  |  |  |  |  |  |  |  |  |  |  |  |  |  |  |  |  |  |  |  |  |
|  |  | Jeanne, Pcesse d'Italie Boris III, Tsar des Bulgares | Jeanne, Pcesse d'Italie Boris III, Tsar des Bulgares | Jeanne, Pcesse d'Italie Boris III, Tsar des Bulgares | Jeanne, Pcesse d'Italie Boris III, Tsar des Bulgares | Jeanne, Pcesse d'Italie Boris III, Tsar des Bulgares           | Jeanne, Pcesse d'Italie Boris III, Tsar des Bulgares           |                                                                |                                                                | Humbert II, Roi d'Italie Marie-José, Pcesse de Belgique        | Humbert II, Roi d'Italie Marie-José, Pcesse de Belgique        | Humbert II, Roi d'Italie Marie-José, Pcesse de Belgique | Humbert II, Roi d'Italie Marie-José, Pcesse de Belgique | Humbert II, Roi d'Italie Marie-José, Pcesse de Belgique     | Humbert II, Roi d'Italie Marie-José, Pcesse de Belgique     |                                                             |                                                             | Amédée, Vice-roi d'Éthiopie Anne, Pcesse d'Orléans          | Amédée, Vice-roi d'Éthiopie Anne, Pcesse d'Orléans          | Amédée, Vice-roi d'Éthiopie Anne, Pcesse d'Orléans | Amédée, Vice-roi d'Éthiopie Anne, Pcesse d'Orléans | Amédée, Vice-roi d'Éthiopie Anne, Pcesse d'Orléans                        | Amédée, Vice-roi d'Éthiopie Anne, Pcesse d'Orléans                        |                                                                           |                                                                           | Tomislav II, Roi de Croatie                                               | Tomislav II, Roi de Croatie                                               | Tomislav II, Roi de Croatie | Tomislav II, Roi de Croatie | Tomislav II, Roi de Croatie                  | Tomislav II, Roi de Croatie                  |                                              |                                              | Irène, Pcesse de Grèce                       | Irène, Pcesse de Grèce                       | Irène, Pcesse de Grèce | Irène, Pcesse de Grèce | Irène, Pcesse de Grèce | Irène, Pcesse de Grèce |  |  | Hélène, Pcesse de Grèce Carol II, Roi de Roumanie         | Hélène, Pcesse de Grèce Carol II, Roi de Roumanie         | Hélène, Pcesse de Grèce Carol II, Roi de Roumanie                    | Hélène, Pcesse de Grèce Carol II, Roi de Roumanie                    | Hélène, Pcesse de Grèce Carol II, Roi de Roumanie                    | Hélène, Pcesse de Grèce Carol II, Roi de Roumanie                    |                                                                      |                                                                      | Georges II, Roi des Hellènes Élisabeth, Pcesse de Roumanie | Georges II, Roi des Hellènes Élisabeth, Pcesse de Roumanie | Georges II, Roi des Hellènes Élisabeth, Pcesse de Roumanie | Georges II, Roi des Hellènes Élisabeth, Pcesse de Roumanie | Georges II, Roi des Hellènes Élisabeth, Pcesse de Roumanie | Georges II, Roi des Hellènes Élisabeth, Pcesse de Roumanie |                                  |                                  | Alexandre Ier, Roi des Hellènes Aspasía Mános                            | Alexandre Ier, Roi des Hellènes Aspasía Mános                            | Alexandre Ier, Roi des Hellènes Aspasía Mános                            | Alexandre Ier, Roi des Hellènes Aspasía Mános                            | Alexandre Ier, Roi des Hellènes Aspasía Mános                            | Alexandre Ier, Roi des Hellènes Aspasía Mános                            |                                                              |                                                              | Paul Ier, Roi des Hellènes Frederika, Pcesse de Hanovre        | Paul Ier, Roi des Hellènes Frederika, Pcesse de Hanovre        | Paul Ier, Roi des Hellènes Frederika, Pcesse de Hanovre        | Paul Ier, Roi des Hellènes Frederika, Pcesse de Hanovre        | Paul Ier, Roi des Hellènes Frederika, Pcesse de Hanovre        | Paul Ier, Roi des Hellènes Frederika, Pcesse de Hanovre        |  |  | Olga, Pcesse de Grèce Paul, Régent de Yougoslavie | Olga, Pcesse de Grèce Paul, Régent de Yougoslavie | Olga, Pcesse de Grèce Paul, Régent de Yougoslavie | Olga, Pcesse de Grèce Paul, Régent de Yougoslavie | Olga, Pcesse de Grèce Paul, Régent de Yougoslavie | Olga, Pcesse de Grèce Paul, Régent de Yougoslavie |  |  |  |  |  |  |  |  |  |  |  |  |  |  |  |  |  |  |  |  |  |  |  |  |  |  |  |  |  |  |  |  |  |  |
|  |  | Jeanne, Pcesse d'Italie Boris III, Tsar des Bulgares | Jeanne, Pcesse d'Italie Boris III, Tsar des Bulgares | Jeanne, Pcesse d'Italie Boris III, Tsar des Bulgares | Jeanne, Pcesse d'Italie Boris III, Tsar des Bulgares | Jeanne, Pcesse d'Italie Boris III, Tsar des Bulgares           | Jeanne, Pcesse d'Italie Boris III, Tsar des Bulgares           |                                                                |                                                                | Humbert II, Roi d'Italie Marie-José, Pcesse de Belgique        | Humbert II, Roi d'Italie Marie-José, Pcesse de Belgique        | Humbert II, Roi d'Italie Marie-José, Pcesse de Belgique | Humbert II, Roi d'Italie Marie-José, Pcesse de Belgique | Humbert II, Roi d'Italie Marie-José, Pcesse de Belgique     | Humbert II, Roi d'Italie Marie-José, Pcesse de Belgique     |                                                             |                                                             | Amédée, Vice-roi d'Éthiopie Anne, Pcesse d'Orléans          | Amédée, Vice-roi d'Éthiopie Anne, Pcesse d'Orléans          | Amédée, Vice-roi d'Éthiopie Anne, Pcesse d'Orléans | Amédée, Vice-roi d'Éthiopie Anne, Pcesse d'Orléans | Amédée, Vice-roi d'Éthiopie Anne, Pcesse d'Orléans                        | Amédée, Vice-roi d'Éthiopie Anne, Pcesse d'Orléans                        |                                                                           |                                                                           | Tomislav II, Roi de Croatie                                               | Tomislav II, Roi de Croatie                                               | Tomislav II, Roi de Croatie | Tomislav II, Roi de Croatie | Tomislav II, Roi de Croatie                  | Tomislav II, Roi de Croatie                  |                                              |                                              | Irène, Pcesse de Grèce                       | Irène, Pcesse de Grèce                       | Irène, Pcesse de Grèce | Irène, Pcesse de Grèce | Irène, Pcesse de Grèce | Irène, Pcesse de Grèce |  |  | Hélène, Pcesse de Grèce Carol II, Roi de Roumanie         | Hélène, Pcesse de Grèce Carol II, Roi de Roumanie         | Hélène, Pcesse de Grèce Carol II, Roi de Roumanie                    | Hélène, Pcesse de Grèce Carol II, Roi de Roumanie                    | Hélène, Pcesse de Grèce Carol II, Roi de Roumanie                    | Hélène, Pcesse de Grèce Carol II, Roi de Roumanie                    |                                                                      |                                                                      | Georges II, Roi des Hellènes Élisabeth, Pcesse de Roumanie | Georges II, Roi des Hellènes Élisabeth, Pcesse de Roumanie | Georges II, Roi des Hellènes Élisabeth, Pcesse de Roumanie | Georges II, Roi des Hellènes Élisabeth, Pcesse de Roumanie | Georges II, Roi des Hellènes Élisabeth, Pcesse de Roumanie | Georges II, Roi des Hellènes Élisabeth, Pcesse de Roumanie |                                  |                                  | Alexandre Ier, Roi des Hellènes Aspasía Mános                            | Alexandre Ier, Roi des Hellènes Aspasía Mános                            | Alexandre Ier, Roi des Hellènes Aspasía Mános                            | Alexandre Ier, Roi des Hellènes Aspasía Mános                            | Alexandre Ier, Roi des Hellènes Aspasía Mános                            | Alexandre Ier, Roi des Hellènes Aspasía Mános                            |                                                              |                                                              | Paul Ier, Roi des Hellènes Frederika, Pcesse de Hanovre        | Paul Ier, Roi des Hellènes Frederika, Pcesse de Hanovre        | Paul Ier, Roi des Hellènes Frederika, Pcesse de Hanovre        | Paul Ier, Roi des Hellènes Frederika, Pcesse de Hanovre        | Paul Ier, Roi des Hellènes Frederika, Pcesse de Hanovre        | Paul Ier, Roi des Hellènes Frederika, Pcesse de Hanovre        |  |  | Olga, Pcesse de Grèce Paul, Régent de Yougoslavie | Olga, Pcesse de Grèce Paul, Régent de Yougoslavie | Olga, Pcesse de Grèce Paul, Régent de Yougoslavie | Olga, Pcesse de Grèce Paul, Régent de Yougoslavie | Olga, Pcesse de Grèce Paul, Régent de Yougoslavie | Olga, Pcesse de Grèce Paul, Régent de Yougoslavie |  |  |  |  |  |  |  |  |  |  |  |  |  |  |  |  |  |  |  |  |  |  |  |  |  |  |  |  |  |  |  |  |  |  |
|  |  |                                                      |                                                      |                                                      |                                                      |                                                                |                                                                |                                                                |                                                                |                                                                |                                                                |                                                         |                                                         |                                                             |                                                             |                                                             |                                                             |                                                             |                                                             |                                                    |                                                    |                                                                           |                                                                           |                                                                           |                                                                           |                                                                           |                                                                           |                             |                             |                                              |                                              |                                              |                                              |                                              |                                              |                        |                        |                        |                        |  |  |                                                           |                                                           |                                                                      |                                                                      |                                                                      |                                                                      |                                                                      |                                                                      |                                                            |                                                            |                                                            |                                                            |                                                            |                                                            |                                  |                                  |                                                                          |                                                                          |                                                                          |                                                                          |                                                                          |                                                                          |                                                              |                                                              |                                                                |                                                                |                                                                |                                                                |                                                                |                                                                |  |  |                                                   |                                                   |                                                   |                                                   |                                                   |                                                   |  |  |  |  |  |  |  |  |  |  |  |  |  |  |  |  |  |  |  |  |  |  |  |  |  |  |  |  |  |  |  |  |  |  |
|  |  | Siméon II, Tsar des Bulgares Margarita Gómez-Acebo   | Siméon II, Tsar des Bulgares Margarita Gómez-Acebo   | Siméon II, Tsar des Bulgares Margarita Gómez-Acebo   | Siméon II, Tsar des Bulgares Margarita Gómez-Acebo   | Siméon II, Tsar des Bulgares Margarita Gómez-Acebo             | Siméon II, Tsar des Bulgares Margarita Gómez-Acebo             |                                                                |                                                                | Victor-Emmanuel, Duc de Savoie Marina Doria                    | Victor-Emmanuel, Duc de Savoie Marina Doria                    | Victor-Emmanuel, Duc de Savoie Marina Doria             | Victor-Emmanuel, Duc de Savoie Marina Doria             | Victor-Emmanuel, Duc de Savoie Marina Doria                 | Victor-Emmanuel, Duc de Savoie Marina Doria                 |                                                             |                                                             |                                                             |                                                             |                                                    |                                                    |                                                                           |                                                                           |                                                                           |                                                                           |                                                                           |                                                                           |                             |                             | Amédée, Duc d'Aoste Claude, Pcesse d'Orléans | Amédée, Duc d'Aoste Claude, Pcesse d'Orléans | Amédée, Duc d'Aoste Claude, Pcesse d'Orléans | Amédée, Duc d'Aoste Claude, Pcesse d'Orléans | Amédée, Duc d'Aoste Claude, Pcesse d'Orléans | Amédée, Duc d'Aoste Claude, Pcesse d'Orléans |                        |                        |                        |                        |  |  | Michel Ier, Roi de Roumanie Anne, Pcesse de Parme         | Michel Ier, Roi de Roumanie Anne, Pcesse de Parme         | Michel Ier, Roi de Roumanie Anne, Pcesse de Parme                    | Michel Ier, Roi de Roumanie Anne, Pcesse de Parme                    | Michel Ier, Roi de Roumanie Anne, Pcesse de Parme                    | Michel Ier, Roi de Roumanie Anne, Pcesse de Parme                    |                                                                      |                                                                      |                                                            |                                                            |                                                            |                                                            |                                                            |                                                            |                                  |                                  | Alexandra, Pcesse de Grèce Pierre II, Roi de Yougoslavie                 | Alexandra, Pcesse de Grèce Pierre II, Roi de Yougoslavie                 | Alexandra, Pcesse de Grèce Pierre II, Roi de Yougoslavie                 | Alexandra, Pcesse de Grèce Pierre II, Roi de Yougoslavie                 | Alexandra, Pcesse de Grèce Pierre II, Roi de Yougoslavie                 | Alexandra, Pcesse de Grèce Pierre II, Roi de Yougoslavie                 |                                                              |                                                              | Constantin II, Roi des Hellènes Anne-Marie, Pcesse de Danemark | Constantin II, Roi des Hellènes Anne-Marie, Pcesse de Danemark | Constantin II, Roi des Hellènes Anne-Marie, Pcesse de Danemark | Constantin II, Roi des Hellènes Anne-Marie, Pcesse de Danemark | Constantin II, Roi des Hellènes Anne-Marie, Pcesse de Danemark | Constantin II, Roi des Hellènes Anne-Marie, Pcesse de Danemark |  |  |                                                   |                                                   |                                                   |                                                   |                                                   |                                                   |  |  |  |  |  |  |  |  |  |  |  |  |  |  |  |  |  |  |  |  |  |  |  |  |  |  |  |  |  |  |  |  |  |  |
|  |  | Siméon II, Tsar des Bulgares Margarita Gómez-Acebo   | Siméon II, Tsar des Bulgares Margarita Gómez-Acebo   | Siméon II, Tsar des Bulgares Margarita Gómez-Acebo   | Siméon II, Tsar des Bulgares Margarita Gómez-Acebo   | Siméon II, Tsar des Bulgares Margarita Gómez-Acebo             | Siméon II, Tsar des Bulgares Margarita Gómez-Acebo             |                                                                |                                                                | Victor-Emmanuel, Duc de Savoie Marina Doria                    | Victor-Emmanuel, Duc de Savoie Marina Doria                    | Victor-Emmanuel, Duc de Savoie Marina Doria             | Victor-Emmanuel, Duc de Savoie Marina Doria             | Victor-Emmanuel, Duc de Savoie Marina Doria                 | Victor-Emmanuel, Duc de Savoie Marina Doria                 |                                                             |                                                             |                                                             |                                                             |                                                    |                                                    |                                                                           |                                                                           |                                                                           |                                                                           |                                                                           |                                                                           |                             |                             | Amédée, Duc d'Aoste Claude, Pcesse d'Orléans | Amédée, Duc d'Aoste Claude, Pcesse d'Orléans | Amédée, Duc d'Aoste Claude, Pcesse d'Orléans | Amédée, Duc d'Aoste Claude, Pcesse d'Orléans | Amédée, Duc d'Aoste Claude, Pcesse d'Orléans | Amédée, Duc d'Aoste Claude, Pcesse d'Orléans |                        |                        |                        |                        |  |  | Michel Ier, Roi de Roumanie Anne, Pcesse de Parme         | Michel Ier, Roi de Roumanie Anne, Pcesse de Parme         | Michel Ier, Roi de Roumanie Anne, Pcesse de Parme                    | Michel Ier, Roi de Roumanie Anne, Pcesse de Parme                    | Michel Ier, Roi de Roumanie Anne, Pcesse de Parme                    | Michel Ier, Roi de Roumanie Anne, Pcesse de Parme                    |                                                                      |                                                                      |                                                            |                                                            |                                                            |                                                            |                                                            |                                                            |                                  |                                  | Alexandra, Pcesse de Grèce Pierre II, Roi de Yougoslavie                 | Alexandra, Pcesse de Grèce Pierre II, Roi de Yougoslavie                 | Alexandra, Pcesse de Grèce Pierre II, Roi de Yougoslavie                 | Alexandra, Pcesse de Grèce Pierre II, Roi de Yougoslavie                 | Alexandra, Pcesse de Grèce Pierre II, Roi de Yougoslavie                 | Alexandra, Pcesse de Grèce Pierre II, Roi de Yougoslavie                 |                                                              |                                                              | Constantin II, Roi des Hellènes Anne-Marie, Pcesse de Danemark | Constantin II, Roi des Hellènes Anne-Marie, Pcesse de Danemark | Constantin II, Roi des Hellènes Anne-Marie, Pcesse de Danemark | Constantin II, Roi des Hellènes Anne-Marie, Pcesse de Danemark | Constantin II, Roi des Hellènes Anne-Marie, Pcesse de Danemark | Constantin II, Roi des Hellènes Anne-Marie, Pcesse de Danemark |  |  |                                                   |                                                   |                                                   |                                                   |                                                   |                                                   |  |  |  |  |  |  |  |  |  |  |  |  |  |  |  |  |  |  |  |  |  |  |  |  |  |  |  |  |  |  |  |  |  |  |
|  |  | Kardam, Pce de Tarnovo Miriam Ungría López           | Kardam, Pce de Tarnovo Miriam Ungría López           | Kardam, Pce de Tarnovo Miriam Ungría López           | Kardam, Pce de Tarnovo Miriam Ungría López           | Kardam, Pce de Tarnovo Miriam Ungría López                     | Kardam, Pce de Tarnovo Miriam Ungría López                     |                                                                |                                                                | Emmanuel-Philibert, Pce de Venise Clotilde Courau              | Emmanuel-Philibert, Pce de Venise Clotilde Courau              | Emmanuel-Philibert, Pce de Venise Clotilde Courau       | Emmanuel-Philibert, Pce de Venise Clotilde Courau       | Emmanuel-Philibert, Pce de Venise Clotilde Courau           | Emmanuel-Philibert, Pce de Venise Clotilde Courau           |                                                             |                                                             |                                                             |                                                             |                                                    |                                                    |                                                                           |                                                                           |                                                                           |                                                                           |                                                                           |                                                                           |                             |                             | Aimon, Duc d'Aoste Olga, Pcesse de Grèce     | Aimon, Duc d'Aoste Olga, Pcesse de Grèce     | Aimon, Duc d'Aoste Olga, Pcesse de Grèce     | Aimon, Duc d'Aoste Olga, Pcesse de Grèce     | Aimon, Duc d'Aoste Olga, Pcesse de Grèce     | Aimon, Duc d'Aoste Olga, Pcesse de Grèce     |                        |                        |                        |                        |  |  | Margareta, Gardienne de la Couronne de Roumanie Radu Duda | Margareta, Gardienne de la Couronne de Roumanie Radu Duda | Margareta, Gardienne de la Couronne de Roumanie Radu Duda            | Margareta, Gardienne de la Couronne de Roumanie Radu Duda            | Margareta, Gardienne de la Couronne de Roumanie Radu Duda            | Margareta, Gardienne de la Couronne de Roumanie Radu Duda            |                                                                      |                                                                      |                                                            |                                                            |                                                            |                                                            |                                                            |                                                            |                                  |                                  | Alexandre, Pce de Yougoslavie Maria da Glória, Pcesse d'Orléans-Bragance | Alexandre, Pce de Yougoslavie Maria da Glória, Pcesse d'Orléans-Bragance | Alexandre, Pce de Yougoslavie Maria da Glória, Pcesse d'Orléans-Bragance | Alexandre, Pce de Yougoslavie Maria da Glória, Pcesse d'Orléans-Bragance | Alexandre, Pce de Yougoslavie Maria da Glória, Pcesse d'Orléans-Bragance | Alexandre, Pce de Yougoslavie Maria da Glória, Pcesse d'Orléans-Bragance |                                                              |                                                              | Paul, Diadoque de Grèce Marie-Chantal Miller                   | Paul, Diadoque de Grèce Marie-Chantal Miller                   | Paul, Diadoque de Grèce Marie-Chantal Miller                   | Paul, Diadoque de Grèce Marie-Chantal Miller                   | Paul, Diadoque de Grèce Marie-Chantal Miller                   | Paul, Diadoque de Grèce Marie-Chantal Miller                   |  |  |                                                   |                                                   |                                                   |                                                   |                                                   |                                                   |  |  |  |  |  |  |  |  |  |  |  |  |  |  |  |  |  |  |  |  |  |  |  |  |  |  |  |  |  |  |  |  |  |  |

### Sur Irène et Aymon
- (en) Ilana D. Miller et Arturo E. Beéche, « Chapter XXXVI- The Wedding of the Duke of Spoleto and Princess Irene of Greece - Florence, Italy, 1 July 1939 », dans Royal Gatherings : 1914-1939, vol. II, Eurohistory, 2015 (ISBN 9780985460389).

### Sur la famille royale de Grèce
- (en) Julia Gelardi, Born to Rule: Granddaughters of Victoria, Queens of Europe, Headline Review, 2006 (ISBN 0755313925).
- (en) Prince Michael of Greece, Arturo E. Beéche et Helen Hemis-Markesinis, The Royal Hellenic Dynasty, Eurohistory, 2007 (ISBN 0977196151).
- (en) Stelio Hourmouzios, No Ordinary Crown : A Biography of King Paul of the Hellenes, Weidenfeld & N, 1972 (ISBN 0297994085).
- (en) Alan Palmer et Prince Michael of Greece, The Royal House of Greece, Weidenfeld Nicolson Illustrated, 1990 (ISBN 0297830600).
- (es) Ricardo Mateos Sainz de Medrano, La Familia de la Reina Sofía : La Dinastía griega, la Casa de Hannover y los reales primos de Europa, Madrid, La Esfera de los Libros, 2004 (ISBN 84-9734-195-3).
- (en) John Van der Kiste, Kings of the Hellenes : The Greek Kings, 1863-1974, 1994 (ISBN 0750921471).
- (en) Hugo Vickers, Alice, Princess Andrew of Greece, Londres, Hamish Hamilton, 2000 (ISBN 0-2411-36865).

### Sur la famille royale d'Italie
- (it) Giuliana Baulino Bresso, Gli altri Savoia : I rami collaterali di casa Savoia, Umberto Soletti Editore, 2018 (ISBN 8885557163).
- (en) Arturo E. Beéche et Ilana D. Miller, « Chapter XXXVI: The Wedding of the Duke of Spoleto and Princess Irene of Greece – Florence, Italy, 1 July 1939 », dans Royal Gatherings, 1914-1939, vol. 2, Eurohistory, 2015 (ISBN 0985460385).
- (it) Silvio Bertoldi, Aosta gli altri Savoia : Storia di parenti rivali, Rizzoli, 1987 (ISBN 9788817530927).
- (en) Edward Hanson, The Wandering Princess : Princess Hélène of France, Duchess of Aosta (1871-1951), Fonthill, 2018 (ISBN 978-1-78155-592-7).
- (fr) Frédéric Le Moal, Victor-Emmanuel III : Un roi face à Mussolini, Perrin, 2014 (ISBN 978-2-262-03763-5).
- (it) Gianni Oliva, Duchi d'Aosta : I Savoia che non diventarono re d'Italia, Mondadori, 2003 (ISBN 8804512660).
- (it) Dino Ramella, Il duca d'Aosta e gli italiani in Africa, Piazza D., 2017 (ISBN 8878893250).

### Sur la famille royale de Croatie
- (fr) Guy Gauthier, « Le royaume fantôme de Croatie (1941) », dans Les Aigles et les lions, Histoire des monarchies balkaniques, France-Empire, 1996 (ISBN 2-7048-0801-5), p. 79-83.
- (en) Stevan K. Pavlowitch, « The King That Never Was. An Instance of Italian Involvement in Croatia, 1941-1943 », European Studies Review, no 8,‎ 1978, p. 465-487.
- (it) Giulio Vignoli, Il sovrano sconosciuto : Tomislavo II Re di Croazia, Florence, Mursia, 2006 (ISBN 8842535834).

### Sur la famille royale de Roumanie
- (fr) Lilly Marcou, Le Roi trahi : Carol II de Roumanie, Pygmalion, 2002 (ISBN 2857047436).
- (en) Ivor Porter, Michael of Romania : The King and the Country, Sutton Publishing Ltd, 2005 (ISBN 0750938471).

### Histoires nationales
- (fr) Georges Castellan, Gabrijela Vidan et Antonia Bernard, Histoire de la Croatie et de la Slovénie, Armeline, 2011 (ISBN 978-2910878351).
- (fr) Édouard Driault et Michel Lhéritier, Histoire diplomatique de la Grèce de 1821 à nos jours : La Grèce et la Grande Guerre - De la Révolution turque au traité de Lausanne (1908-1923), t. V, PUF, 1926 (lire en ligne).